# Месники (УПА)
Лав наших залізних нічим не здолати,

Нас крик не лякає ворожих атак:

У нас попереду син дальніх Карпатів,

Наш друг – командир Залізняк.

В нім воля сталева,

Він наш командир!

Із ним ми, як леви,

Як бурі, як вир!

Не нам вже носити покірно окови,

Терпіти знущання жахливих катів,–

До рідного краю в нас море любови,

Завзяття й відвага орлів!

Не нас на руїнах

П’янитимуть сни!

Борці України,

Ми волі сини!

Зійшлись звідусіль ми у дні ці криваві,

Хай довго матуся чи дівчина жде,–

Бо нас командир Залізняк з громом слави

Побідно усюди веде.

В нім воля сталева,

Він наш командир!

Із ним ми, як леви,

Як бурі, як вир!

Із ним бойових ми знамен не огудим,

І разом з другими походом грізним

Вкраїні державність навіки здобудем,

І славу ми виборем з ним!
Петро Василенко «Волош»,
Марш куреня «Месники»
«Ме́сники» — назва куреня (відділу) оперативної групи УПА-Захід Української Повстанської Армії (УПА), який у 1944–1947 роках діяв під командуванням Івана Шпонтака («Залізняка») на території Галичини, в основному на Закерзонні (Ярославщина, Любачівщина, північна Перемищина та південна Томашівщина), зокрема у складі тактичного відтинку «Бастіон» воєнної округи «Сян».
Головною метою діяльності була оборона українського населення Закерзоння, зокрема Любачівщини та Ярославщини, від виселення з рідної землі, в тому числі в часи акції «Вісла», а також від нападів польських збройних формувань, цивільних банд, військових формувань вермахту, Війська Польського та НКВС. Крім виконання інших бойових завдань, на підрозділи куреня також було покладено завдання охорони Крайового Проводу ОУН Закерзоння.
Свій початок веде від першого створеного на території Посяння весною (кінець березня-початок квітня) 1944 року відділу Української Народної Самооборони (УНС) — сотні «Месники», що діяла у складі 2-ї Воєнної Округи «Буг» та в кінці травня 1944 року, разом з іншими підрозділами ВО-2 «Буг», була перейменована у відділ УПА.
Сотня з аналогічною назвою «Месники» функціонувала також у складі куреня Української Народної Самооборони, а пізніше куреня УПА «Скажені» на території Івано-Франківської області під командуванням Олекси Химинця (псевдо «Благий»).

## Структура

Іван Шпонтак

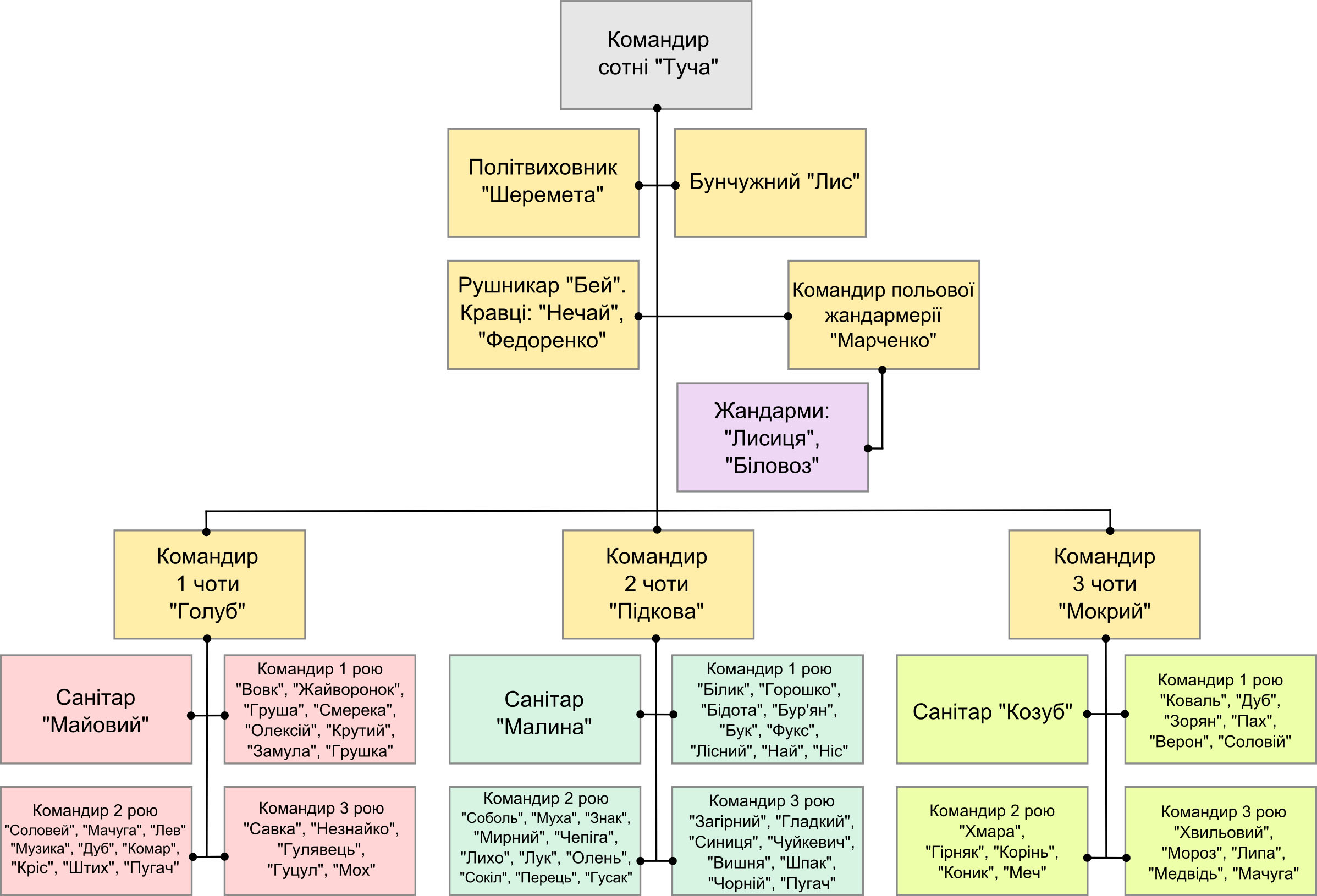
Сотня Месники-3 орієнтовно в 1946 році в версії польських дослідників УПА

З утворенням 27-го тактичного відтинку «Бастіон» курінь став його основною бойовою одиницею. За даними польського дослідника Веслава Шота, до складу ТВ-27 «Бастіон» також входили окрема сотня «Бриля», яка прибула на Закерзоння в 1946 році з України й нараховувала більш ніж 80 повстанців, та сотня «Сагайдачного», котра налічувала більш ніж 60 повстанців, а загалом сили відділів УПА становили понад 560 вояків, з яких 420 — власне особовий склад куреня «Месники».

### Командування
Першим і єдиним командиром сотні, а пізніше куреня «Месники», до останнього дня діяльності підрозділу був Іван Шпонтак (псевда «Залізняк», «Дубровик», «Остап», «Леміш»). Він же одночасно командував згодом утвореним 27-м (Любачівським) Тактичним відтинком «Бастіон» (Перемишильщина), який належав до Військової округи-6 «Сян», групи УПА-Захід.
Заступником командира підрозділу вважався командир першого відділу. В сотні «Залізняка» ним був командир 1-ї чоти Іван Шиманський «Шум», в курені «Месники» — він же, як командир першої сотні Месники-1. Згодом Іван Шиманський традиційно залишився заступником, навіть перебравши восени 1945 року командування сотнею Месники-3.

#### Почет
Почет, або почот — штабний відділ, невелика за кількістю група бійців (орієнтовно — до п'яти чоловік), які відбирались з особового складу підрозділу та підпорядковувались безпосередньо його командиру. Позаяк обставини не дозволили сформувати в курені повноцінний почет, фактично Шпонтак керував загоном одноособово. До складу почту входили писар Степан Ханас «Яровий» і 4-5 зв'язкових командира куреня та одночасно його охоронців. До обов'язків почету належали:
- особиста охорона командира;
- вістуна (зв'язкового) між командиром та підлеглими йому підрозділами;
- виконання спеціальних завдань, наприклад, провідника в особливих випадках, нагляд за штрафниками, збереження та переховування таємної інформації тощо.

В Івана Шпонтака «Залізняка», скажімо, ці функції в різний час виконували:
- «Коваленко» (Колосівський Теодор (Федір)), 22 роки, уродженець Нового Села;
- «Козак», 22 роки, уродженець Равщини;
- «Мило» (Піпка Олександр), 22 роки, уродженець села Улазів;
- «Мурин» (Маркевич Степан), 22 роки, уродженець села Німстів;
- «Кіт» (Комар Федір), 18 років, уродженець села Люблинець Старий;
- «Сталевий» (Пирко Степан (Василь)), 23 роки, уродженець села Лівча;
- «Козак» (Кордан Андрій), 21 рік, уродженець с. Вислок-Горішній, автор спогадів, опублікованих в 2006 році Об'єднанням Українців «Закерзоння» під назвою «Один набій з набійниці. Спомини вояка УПА з куреня Залізняка».

Мали свій почет й інші командири сотень та чот куреня «Месники». Зафіксовані випадки як переведення бійців почту від одного командира до іншого, так і переходу бійця разом з командиром до іншого підрозділу.

### Підрозділи
Відділ був створений як сотня Української повстанської армії, яка з моменту формування мала назву сотня «Месники», або, за псевдом її командира, сотня «Залізняка». Пізніше на її основі створено курінь, що в різні періоди діяльності нараховував у своєму складі від двох до п'яти сотень: «Месники-1», «Месники-2», «Месники-3», «Месники-4», «Месники-5».

#### Сотня «Залізняка»
Утворена в березні 1944 року. Командир Іван Шпонтак. До командного складу сотні також входили:
| Посада            | Прізвище          | Псевдо      | Рік народження | Місце народження            | Час на посаді     |
| ----------------- | ----------------- | ----------- | -------------- | --------------------------- | ----------------- |
| Бунчужний         | Ухань Михайло     | «Бойко»     | 1920           | Ужгород                     | 03.1944 — 11.1944 |
| Політвиховник     | невідоме          | «Деркач»    | 1914           | на Білгорайщині             | 03.1944 — 11.1944 |
| Інтендант         | Горечий Володимир | «Скала»     | 1916           | Рава-Руська                 | 03.1944 — 11.1944 |
| Польовий жандарм  | Ялоха Іван        | «Ялівець»   | 1918           | Коровиця (?)                | 03.1944 — 11.1944 |
| Санітар           | Вальницький Іван  | «Війт»      | 1921           | Люблинець Новий             | 03.1944 — 11.1944 |
| Рушникар          | Чорній Василь     | «Бич»       | 1909           | Прісся Рава-Руського повіту | 03.1944 — 11.1944 |
| Командир 1-ї чоти | Шиманський Іван   | «Шум»       | 1913           | Новий Люблинець             | 03.1944 — 11.1944 |
| Командир 2-ї чоти | Булас Теодор      | «Балай»     | 1913           | Вілька Горинецька           | 03.1944 — 11.1944 |
| Командир 3-ї чоти | невідоме          | «Шпак»      | 1915           | Любачів                     | 03.1944 — 05.1944 |
| Командир 3-ї чоти | Ярмола Василь     | «Яр»        | 1914           | Вербиця                     | 05.1944 — 11.1944 |
| Командир 4-ї чоти | Мазур Григорій    | «Калинович» | 1912           | Карів                       | 03.1944 — 11.1944 |

Діяла до 15 листопада 1944 року. Реорганізована у курінь «Месники» у складі двох сотень під загальним керівництвом Івана Шпонтака.

#### Сотня «Месники-1»
(В оперативних звітах ТВ-27 «Бастіон», починаючи з 1946 року, фігурує як відділ 97)
Утворена 15 листопада 1944 року після поділу особового складу сотні «Залізняка» на дві частини та поповнення новобранцями. Командиром призначений Іван Шиманський (псевдо «Шум»), з жовтня 1945 року — Михайло Ухань (псевдо «Бойко», «Умань»), з лютого 1946 року — Василь Щирба (псевдо «Підкова»), з квітня 1946 року Григорій Мазур (псевдо «Калинович»). До командного складу сотні також входили:
| Посада            | Прізвище            | Псевдо             | Рік народження | Місце народження  | Час на посаді        |
| ----------------- | ------------------- | ------------------ | -------------- | ----------------- | -------------------- |
| Бунчужний         | Тилявський Мирослав | «Степ», «Степовий» | 1917           | Любачів           | 15.11.1944 — 03.1945 |
| Бунчужний         | Боднар Іван         | «Гамалія»          | 1918           | Равщина           | 03.1945 — 07.1946    |
| Бунчужний         | Шостак Михайло      | «Лисиця»           | 1922           | Олешичі           | 07.1946 — 09.1947    |
| Політвиховник     | Євстахевич Йосип    | «Шагай», «Шугай»   | 1927           | Олешичі           | 11.1944 — 9.01.1945  |
| Політвиховник     | Кудрик Григорій     | «Камінь», «Карпо»  | 1910           | Кам'янка Лісова   | 11.1944 — 11.1945    |
| Політвиховник     | Боднар Степан       | «Славко»           | 1925           | Грушовичі         | 06.1946 — 06.1947    |
| Інтендант         | Гудз Дмитро         | «Ворона»           | 1921           | Старе Село        | 11.1944 — 06.1947    |
| Інтендант         | Ґой Іван            | «Вишня»            | 1919           | Верхрата          | 11.1944 — 06.1947    |
| Польовий жандарм  | Левчишин Іван       | «Лев»              | 1915           | Верхрата          | 11.1944 — 10.1945    |
| Польовий жандарм  | невідоме            | «Бурлака»          | (?)            | (?)               | 10.1945 — 09.1947    |
| Санітар           | Вальницький Іван    | «Війт»             | 1921           | Люблинець Новий   | 11.1944 — 09.1947    |
| Командир 1-ї чоти | Ярмола Василь       | «Яр»               | 1915           | Вербиця           | 11.1944 — 06.1945    |
| Командир 1-ї чоти | Стасик Іван         | «Крук»             | 1917           | Гораєць           | (?)                  |
| Командир 1-ї чоти | Галабуда Микола     | «Гай»              | 1919           | Вілька Горинецька | (?)                  |
| Командир 2-ї чоти | невідоме            | «Мирон»            | 1920           | (?)               | (?)                  |
| Командир 2-ї чоти | Яремко Левко        | «Бір», «Ігор»      | 1923           | Жапалів           | 11.1944 — 02.1947    |
| Командир 3-ї чоти | Тарабань Микола     | «Туча»             | 1921           | Будомир           | 11.1944 — 03.1945    |
| Командир 3-ї чоти | Кравчук Іван        | «Краян»            | 1916           | Холмщина          | 03.1945 — 08.1945    |
| Командир 3-ї чоти | Мозіль Микола       | «Байда»            | 1916           | Олешичі           | (?) — 02.1946        |

#### Сотня «Месники-2»
(В оперативних звітах ТВ-27 «Бастіон», починаючи з 1946 року, фігурує як відділ 98)
Утворена 15 листопада 1944 року після поділу особового складу сотні «Залізняка» на дві частини та поповнення новобранцями, зокрема з групи самооборони околиць сіл Башня Долішня та Нове Село (командир — «Крук») і групи самооборони околиць сіл Нова Гребля та Суха Воля (командир — «Підкова»). Командиром призначений «Метелик» (інше псевдо — «Петренко»), з 26 грудня 1944 року — «Біс», З березня 1945 року — Михайло Ухань (псевдо «Бойко» та «Умань»), з жовтня 1945 року по вересень 1947 року — Іван Шиманський (псевдо «Шум»). До командного складу сотні також входили:
| Посада            | Прізвище           | Псевдо            | Рік народження | Місце народження  | Час на посаді     |
| ----------------- | ------------------ | ----------------- | -------------- | ----------------- | ----------------- |
| Бунчужний         | Тимчина Йосафат    |                   | 1908           | Вербиця           | (?)               |
| Бунчужний         | Піддубчишин Василь | «Пуд»             | 1913           | Карів             | 01.1945 — 09.1945 |
| Бунчужний         | Стецишин Євген     | «Орлик»           | 1916           | Лукавець          | 10.1945 — 09.1947 |
| Політвиховник     | Курило Максим      | «Крутій»          | 1925           | Жуків             | 04.1945 — 09.1947 |
| Інтендант         | Зборовський Гриць  | «Заруба»          | 1908           | Піддубці          | (?)               |
| Лікар             | Тимець Іван        | «Тихий»           | 1920           | Гораєць           | 01.1945 — 09.1947 |
| Жандарм           | Кіт Василь         | «Коваль»          | 1917           | Любинець Новий    | 01.1945 — 11.1945 |
| Жандарм           | Левчишин Іван      | «Лев»             | 1915           | Верхрата          | 11.1945 — 09.1947 |
| Командир 1-ї чоти | Ґіль Іван          | «Ґонта»           | 1918           | Вербиця           | 02.1945 — 06.1947 |
| Командир 1-ї чоти | Пушкар Микола      | «Пень»            | 1905           | Вербиця           | (?)               |
| Командир 2-ї чоти | Мазур Олекса       | «М'яч»            | 1914           | Карів             | 02.1945 — 03.1945 |
| Командир 2-ї чоти | Сидор Микола       | «Суслик»          | 1921           | Рава-Руська       | (?)               |
| Командир 2-ї чоти | Янковський         | «Листок»          | 1915           | Новосілки         | 03.1945 — 06.1947 |
| Командир 3-ї чоти | Дмитришин Василь   | «Дим»             | 1921           | Дениська          | 02.1945 — 03.1945 |
| Командир 3-ї чоти | Бабик Дмитро       | «Сурма», «Сурмач» | 1916           | Монастир          | 03.1945 — 09.1947 |
| Командир чоти     | Булас Теодор       | «Балай»           | 1913           | Вілька Горинецька | 11.1944 — 04.1945 |

#### Сотня «Месники-3»
(В оперативних звітах ТВ-27 «Бастіон», починаючи з 1946 року, фігурує як відділ 97а)
Утворена в березні-квітні 1945 року. Командиром призначений «Біс», з липня 1945 року — Микола Тарабань (псевдо «Туча»), з вересня 1945 року — Теодор Булас (псевдо «Балай»), з червня 1946 року по серпень 1947 року — знову Микола Тарабань. До командного складу сотні також входили:
| Посада            | Прізвище                     | Псевдо              | Рік народження | Місце народження                            | Час на посаді     |
| ----------------- | ---------------------------- | ------------------- | -------------- | ------------------------------------------- | ----------------- |
| Бунчужний         | Горечий Володимир            | «Скала»             | 1916           | Рава-Руська                                 | 09.1945 — 06.1946 |
| Бунчужний         | (?)                          | «Лис»               | 1920           | (?)                                         | 06.1946 — 06.1946 |
| Бунчужний         | Філь Іван                    | «Шварц», «Шеремета» | 1925           | Жуків                                       | 06.1947 — 08.1947 |
| Політвиховник     | Ханас Степан                 | «Ярий», «Палій»     | 1912           | Башня Долішня                               | 04.1945 — 04.1946 |
| Політвиховник     | Філь Іван                    | «Шварц», «Шеремета» | 1925           | Жуків                                       | 04.1946 — 06.1947 |
| Інтендант         | Зачковський Михайло Іванович | «Знак»              | 1921           | с. Лани Пустомитівський рн., Львівська обл. | 04.1946 — 06.1947 |
| Жандарм           | Дідух Йосип                  | «Диль»              | 1910           | Любича                                      | 04.1945 — 09.1945 |
| Жандарм           | Шостак Михайло               | «Лисиця»            | 1922           | Олешичі                                     | 09.1945 — 07.1946 |
| Жандарм           | (?)                          | «Марченко»          | 1922           | (?)                                         | 08.1946 — 02.1947 |
| Лікар             | Клочник Петро                | «Сірко»             | 1900           | Краковець                                   | 04.1945 — 07.1945 |
| Лікар             | Мацелко Михайло              | «Мономах»           | 1917           | (?)                                         | 07.1945 — 09.1945 |
| Санітар           | (?)                          | «Слота»             | 1922           | Німстів                                     | 04.1945 — 09.1945 |
| Санітар           | Мричко Семен (Осип)          | «Малина»            | 1921           | Нове Село                                   | 04.1945 — 02.1947 |
| Санітар           | (?)                          | «Козуб»             | 1922           | Олешичі                                     | 04.1945 — 06.1947 |
| Санітар           | Чорний Володимир             | «Маєвий»            | 1921           | Тимці                                       | 09.1945 — 08.1947 |
| Рушникар          | (?)                          | «Бродяга»           | (?)            | (?)                                         | 04.1945 — 09.1945 |
| Рушникар          | (?)                          | «Бей»               | 1918           | (?)                                         | 09.1945 — 06.1946 |
| Командир 1-ї чоти | Тарабань Микола              | «Туча»              | 1921           | Будомир                                     | 04.1945 — 07.1945 |
| Командир 1-ї чоти | Хіта Іван                    | «Худ», «Хут»        | 1910           | Футори                                      | 07.1945 — 11.1945 |
| Командир 1-ї чоти | Тарабань Микола              | «Туча»              | 1921           | Будомир                                     | 12.1945 — 06.1946 |
| Командир 1-ї чоти | Дубик Микола                 | «Орест»             | 1920           | Коровиця (?)                                | 06.1946 — 07.1947 |
| Командир 2-ї чоти | Чорній Василь                | «Бич»               | 1909           | Прісся                                      | 04.1945 — 07.1945 |
| Командир 2-ї чоти | Горечий Володимир            | «Скала»             | 1916           | Рава-Руська                                 | 07.1945 — 09.1945 |
| Командир 2-ї чоти | (?)                          | «Хміль»             | (?)            | (?)                                         | 09.1945 — 11.1945 |
| Командир 2-ї чоти | Мазур Григорій               | «Калинович»         | 1912           | Карів                                       | 11.1945 — 03.1946 |
| Командир 2-ї чоти | Щирба Василь                 | «Підкова»           | 1914           | Нове Село                                   | 03.1946 — 06.1946 |
| Командир 2-ї чоти | (?)                          | «Бей»               | 1918           | (?)                                         | 06.1946 — 08.1947 |
| Командир 3-ї чоти | Михалович Михайло            | «Голуб»             | (?)            | Краковець                                   | 04.1945 — 09.1945 |
| Командир 3-ї чоти | Чорній Василь                | «Бич»               | 1909           | Прісся                                      | 09.1945 — 03.1946 |
| Командир 3-ї чоти | Хіта Микола                  | «Голуб»             | 1914           | Футори                                      | заступав хворого  |
| Командир 3-ї чоти | (?)                          | «Вартовий»          | 1918           | (?)                                         | 03.1946 — 06.1947 |
| Командир чоти     | Козак Юрко                   | «Коваленко»         | 1910           | Замх                                        | (?)               |

#### Сотня «Месники-4»
(В оперативних звітах ТВ-27 «Бастіон», починаючи з 1946 року, фігурує як відділ 98а)
Утворена влітку 1945 року. З весни 1946 року — як вишкільна. Командиром призначений Василь Ярмола (псевдо «Яр»). Після закінчення навчання восени того ж року більшість стрільців та командирів переведена в сотню «Месники-5». (У жовтні 1946 року Василь Ярмола переведений до 28 Тактичного Відтинка «Данилів», де був призначений командиром сотні «Вовки-1» куреня «Вовки».) Командир з листопада 1946 року по вересень 1947 року — Григорій Левко (псевдо «Крук»). До командного складу сотні також входили:
| Посада            | Прізвище        | Псевдо     | Рік народження | Місце народження                       | Час на посаді     |
| ----------------- | --------------- | ---------- | -------------- | -------------------------------------- | ----------------- |
| Бунчужний         | (?)             | «Сніг»     | 1918           | Лешно (Підкарпатське воєводство)Поздяч | 11.1945 — 09.1947 |
| Бунчужний         | Тимчина Йосафат | (?)        | 1908           | Вербиця                                | (?)               |
| Політвиховник     | Криса Петро     | «Хміль»    | 1922           | Піддубці                               | 06.1945 — 09.1947 |
| Інтендант         | Фещин Микола    | «Горинь»   | 1918           | Кобильниця (?)                         | 11.1945 — 09.1947 |
| Жандарм           | Пасемко Іван    | «Мур»      | 1925           | Заліська Воля                          | 11.1945 — 09.1947 |
| Жандарм           | Пона Петро      | «Залізняк» | 1926           | Хотинець                               | 11.1945 — 09.1947 |
| Лікар             | Ключник Павло   | «Сірко»    | 1900           | Краковець                              | 11.1945 — 09.1947 |
| Лікар             | Захарко         | «Зелений»  | 1925           | Лази                                   | 06.1945 — (?)     |
| Командир 1-ї чоти | Задорожний Осип | «Зенко»    | 1922           | Дубрівка Руська                        | 06.1945 — 11.1945 |
| Командир 1-ї чоти | (?)             | «Моряк»    | (?)            | (?)                                    | (?)               |
| Командир 1-ї чоти | (?) Степан      | «Володко»  | 1923           | Малковичі                              | 11.1945 — 09.1947 |
| Командир 2-ї чоти | (?)             | «Америка»  | (?)            | (?)                                    | 06.1945 — 11.1945 |
| Командир 2-ї чоти | Фещин Микола    | «Горинь»   | 1918           | Кобильниця (?)                         | 11.1945 — 09.1947 |
| Командир 3-ї чоти | (?)             | «Мирон»    | (?)            | (?)                                    | 06.1945 — 11.1945 |
| Командир 3-ї чоти | Задорожний Осип | «Зенко»    | 1922           | Дубрівка Руська                        | 11.1945 — 12.1946 |
| Командир 3-ї чоти | Одинець Василь  | «Оріх»     | 1915           | Яготин                                 | 1945 — 1946       |
| Командир 3-ї чоти | (?)             | «Ігор»     | (?)            | (?)                                    | (?)               |
| Командир 3-ї чоти | Вальвиць Олекса | «Мокрий»   | 1914           | Серники                                | (?) — 12.1946     |
| Командир 3-ї чоти | Головач Михайло | «Снігур»   | 1920           | Лази                                   | 02.1947 — 09.1947 |

#### Сотня «Месники-5»
(В оперативних звітах ТВ-27 «Бастіон», починаючи з 1946 року, фігурує як відділ 97б)
Утворена влітку 1946 року. Командиром призначений Григорій Левко (псевдо «Крук»). Восени 1946 року, після закінчення навчання в вишкільній сотні «Месники-4», більшість її стрільців та командирів переведена в сотню «Месники-5», яка після того перейменована в сотню «Месники-4» під командуванням Григорія Левка.

#### Окремі підрозділи
Крім звичайних стрілецьких роїв в складі сотні та, пізніше, куреня були також відділи, що використовували дещо відмінне озброєння чи виконували інші функції.
Сотня «Залізняка» мала обслугу протитанкової гармати та мінометну ланку, які підпорядковувалися безпосередньо Івану Шпонтаку. Остання, за спогадами Андрія Кордана, який певний час був в ній мінометником та заступником командира ланки, складалася з шести бійців під командуванням колишнього капрала мінометної батареї Війська Польського на прізвище Боднар. Крім них обох, до складу ланки входили також амуніційні, в обов'язки яких входило перенесення складових частин міномета й боєприпасів до нього та охорона мінометника під час стрільби. В «мирний час» мінометна ланка перебувала завжди при штабі. Сотня мала також транспортний рій, котрому належала польова кухня та декілька підвід для перевезення військового майна. Четверта чота деякий час була кавалерійською.
Так само була мінометна ланка в складі куреня «Месники». А ще — обслуга пускової установки реактивних снарядів. За спогадами Андрія Кордана (сторінки 112–113), іще одна з ланок, яка налічувала 5 повстанців, складалася з венерично хворих бійців. Зважаючи на стан тодішньої медицини й наявність ліків, вони були невиліковні. А їх завданням було, крім іншого, здобування при першій-ліпшій можливості будь-яких медикаментів як для себе, так для потреб куреня.
Недовгий час існував також так званий «Барвінок» — штрафний рій, в якому відбували кару бійці підрозділу, котрі певним чином порушили військову дисципліну. Але одночасно ці провини не були тяжкими й не заслуговували на покарання смертю. Коли Кордан за наказом «Залізняка» перевіряв штрафників, до складу «Барвінку» входило 8 осіб під командуванням колишнього ройового сотні «Месники-3». Для прикладу, провина командира рою, Василя Чорнія на псевдо «Бич», полягала в тому, що він самовільно продовжив надану йому відпустку й запізнився з терміном прибуття в загін на три тижні. Під час нападу 2 березня 1945 року спецпідрозділів НКВС на Грушку та Мриглоди, де розміщувалися постоєм, відповідно, 1-ша та 2-га чота сотні «Месники-2», бійці «Барвінку» звернулися до командування з проханням першими виступити на допомогу товаришам і таким чином спокутувати провину, на що отримали відповідь від Івана Шпонтака:

| «Я високо ціню вашу відвагу та посвяту, але ми не енкаведисти і таких методів не застосовуємо. В бій підемо, але всі разом». |
За проявлені під час військової операції безстрашність й мужність покарання за порушення дисципліни з повстанців-членів «Барвінку» було знято достроково.

## Особовий склад
Сотня «Залізняка» налічувала у своєму складі 4 повстанські чоти, сотні «Месники-1», «Месники-2», «Месники-3» та «Месники-4» — по 3 чоти, кожна з яких складалася з 3 роїв.
Поповнення особового складу куреня відбувалося, як і в інших підрозділах УПА, на добровільній основі. Ось як про це пише Петро Мірчук: 
| «Набір рекрутів до УПА міг відбуватися, очевидно, єдино на принципі добровільности. Правда, були зразу думки про загальну мобілізацію до УПА всього боєздатного українського елементу, та практичне здійснення цього виключає сам характер боротьби УПА. Примусова участь в боях можлива лише по стороні регулярних армій і ніколи по стороні партизанських відділів. ... Партизанська боротьба вимагає від кожного члена незвичайної мужности, посвяти й видержливости і тому корисним членом УПА міг стати лише той, хто добровільно і твердо рішив принести себе в жертві Батьківщині.» |
Польські дослідники Шота і Щесняк в книзі «Дорога в нікуди» пишуть, що в грудні 1945 року, згідно зі звітом командира куреня Шпонтака, надісланого командиру Військової округи «Сян» Мирославу Онишкевичу «Оресту», особовий склад підрозділу, сумарно 394 бійці, мав такий вигляд:
- сотня «Месники-1» (командир «Калинович») — 112 повстанців;
- сотня «Месники-2» (командир «Шум») — 118 повстанців;
- сотня «Месники-3» (командир «Туча», згодом «Балай») — 164 повстанці.

За даними Петра Содоля, влітку 1946 року сили куреня були зорганізовані в п'ять сотень (від «Месники-1» по «Месники-5» включно), котрі нараховували в своєму складі 14 чот, 42 рої та близько 500 повстанців. В книзі Андрія Кордана на сторінці 66 названо дещо інше число на той момент — близько 600 вояків.
Згідно з оцінками документів, котрі були в командування Оперативної Групи «Вісла» перед початком операції «Вісла», на день 1 квітня 1947 року підрозділи куреня «Месники», сумарно 363 бійці, нараховували:
- сотня «Месники-1» хорунжого Григорія Мазура «Калиновича» — 100 повстанців;
- сотня «Месники-2» хорунжого Івана Шиманського «Шума» — 101;
- сотня «Месники-3» Михайла Тарабаня «Тучі» — 90;
- сотня «Месники-4» Григорія Левка «Крука» — 71[12].

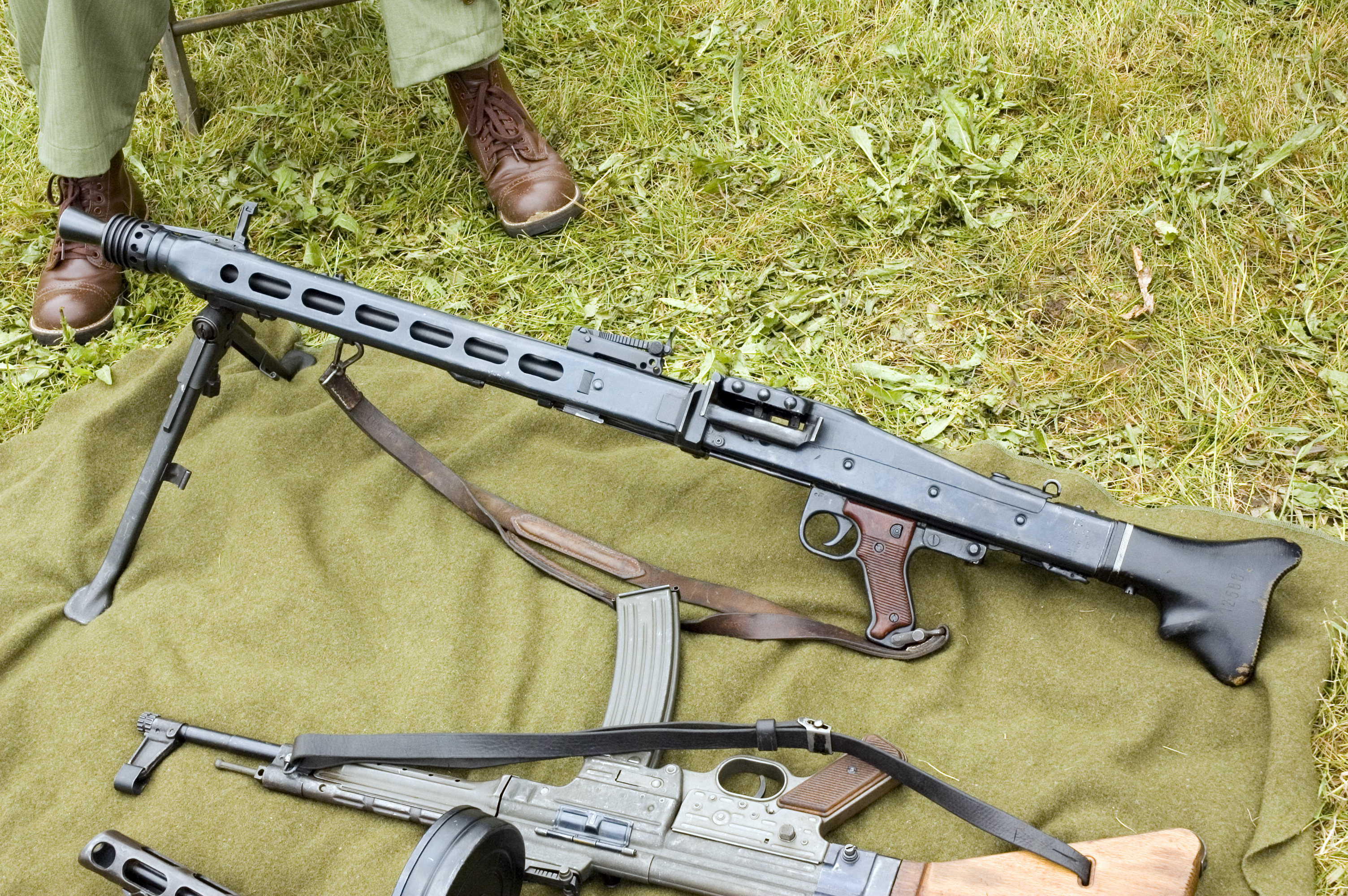
Кулемет MG-42 (Maschinengewehr 42)

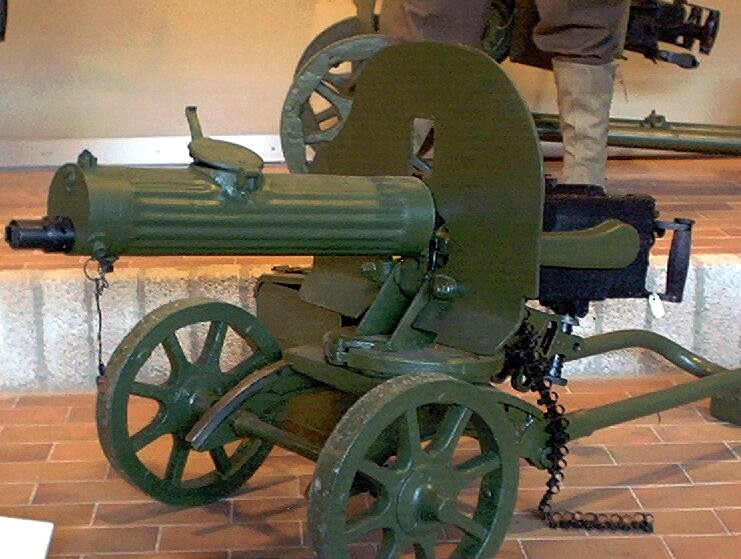
Кулемет Максима зразка 1910 року

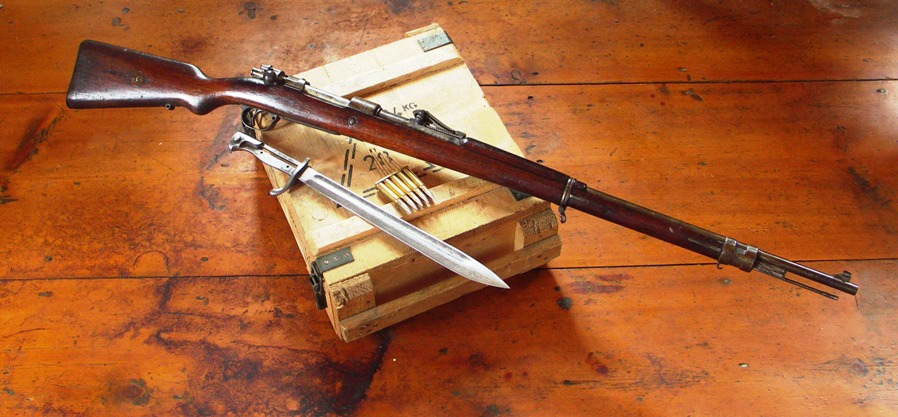
Гвинтівка «Маузер» (Mauser 98)

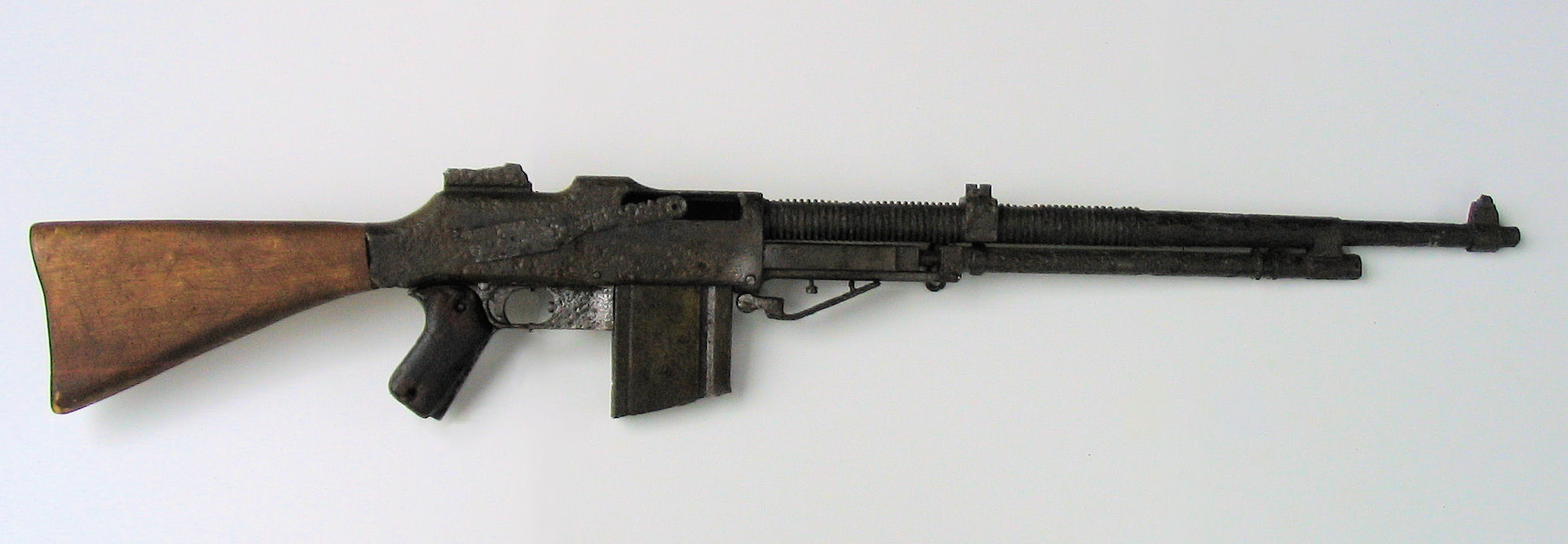
Кулемет РКМ «Браунінг» зразка 1928 року (абревіатура від Ręczny karabin maszynowy Browning wz. 1928)

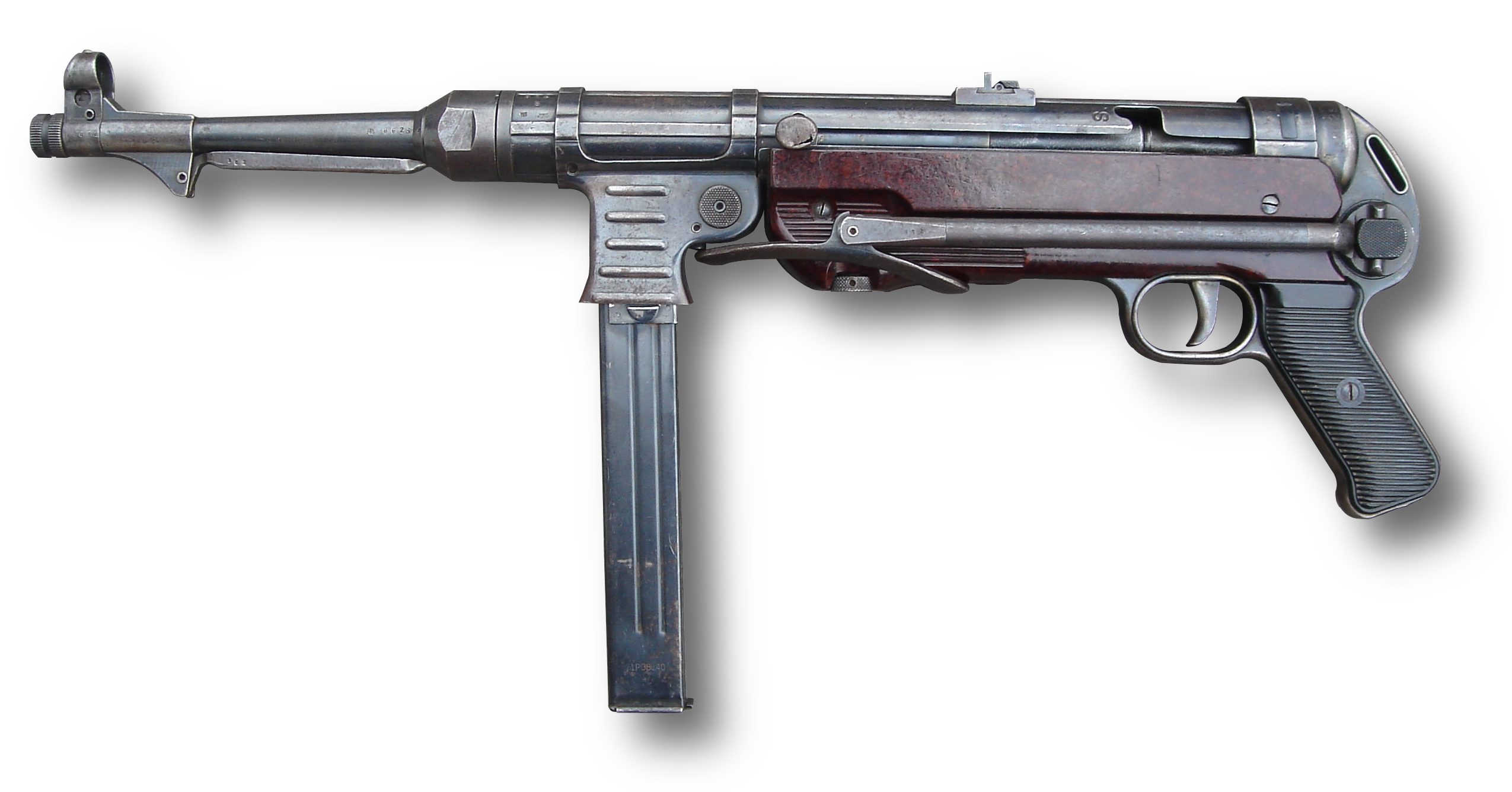
Пістолет-кулемет MP-40 (Maschinen Pistole 40-jar/рік)

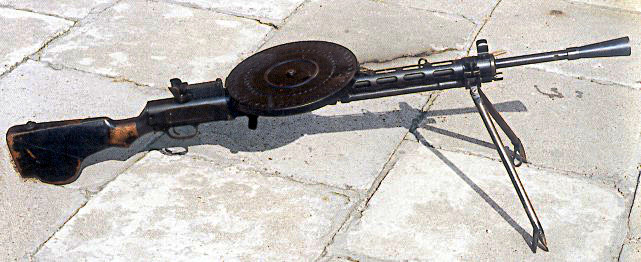
Кулемет ДП-27 (абревіатура від Дегтярёва пулемёт, зразка 1927 року)

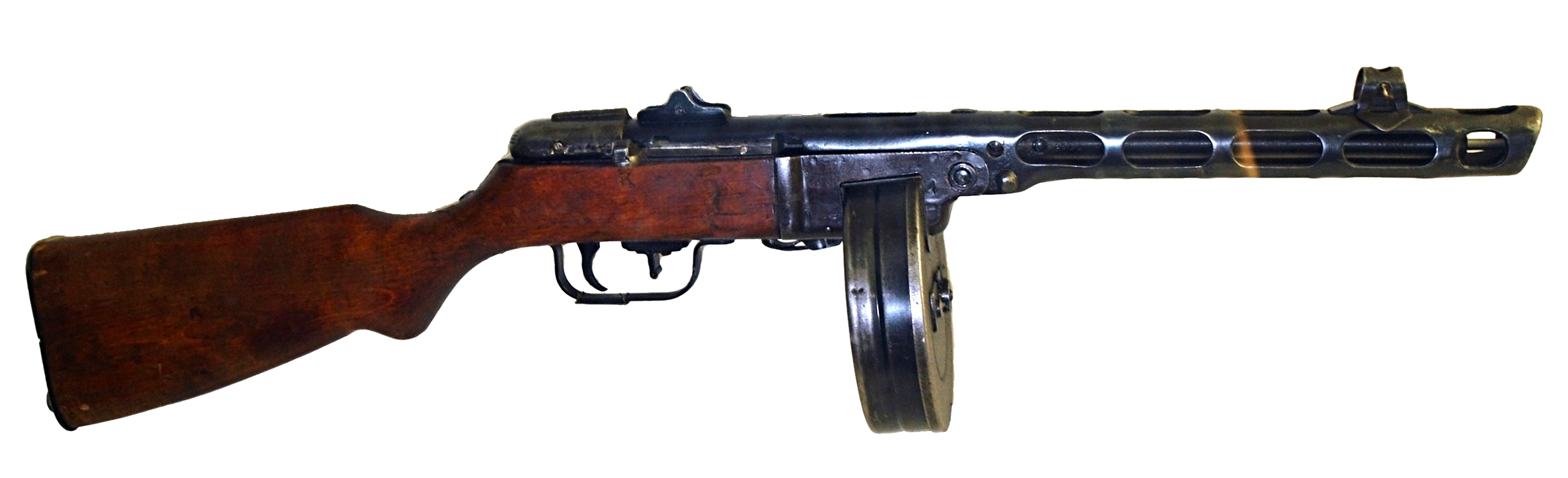
Пістолет-кулемет ППШ-41 (Пистолет-пулемёт Шпагина, зразка 1941 року)

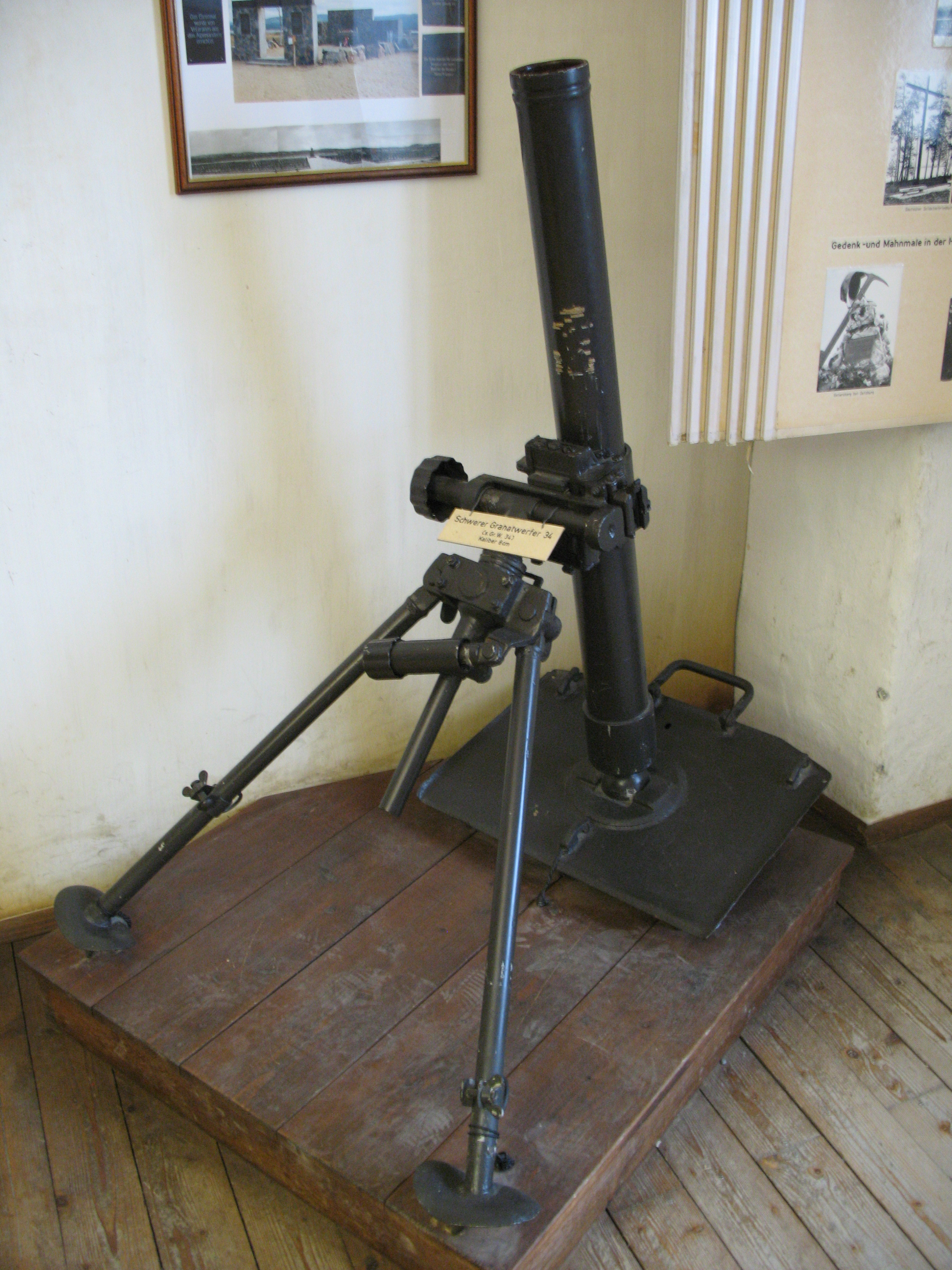
Німецький 8-см важкий міномет зразка 1934 року (Granatwerfer 34)

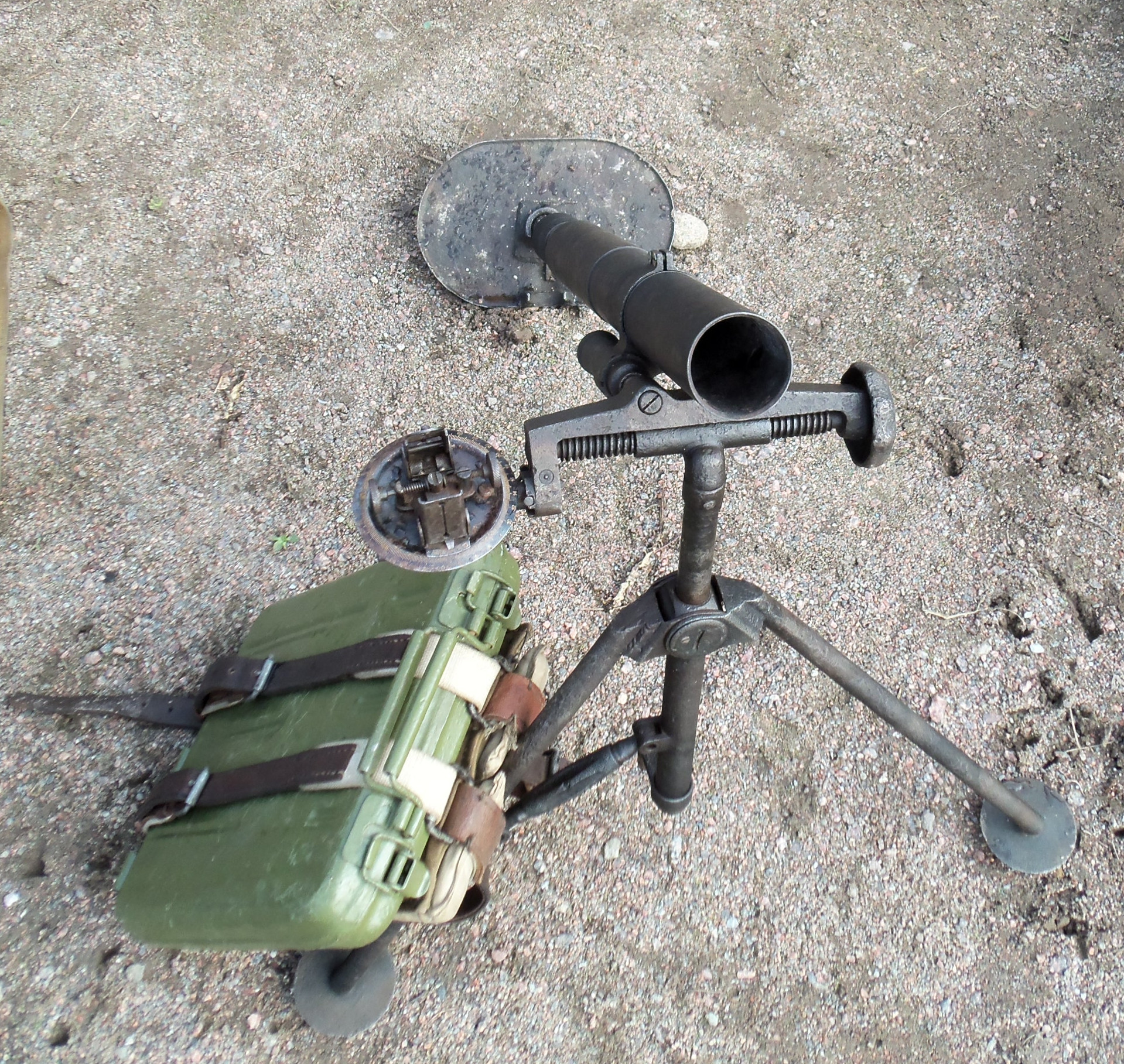
Радянський 50-мм ротний міномет зразка 1938 та 1940 року (50-мм ротные миномёты образца 1938 и 1940 годов)

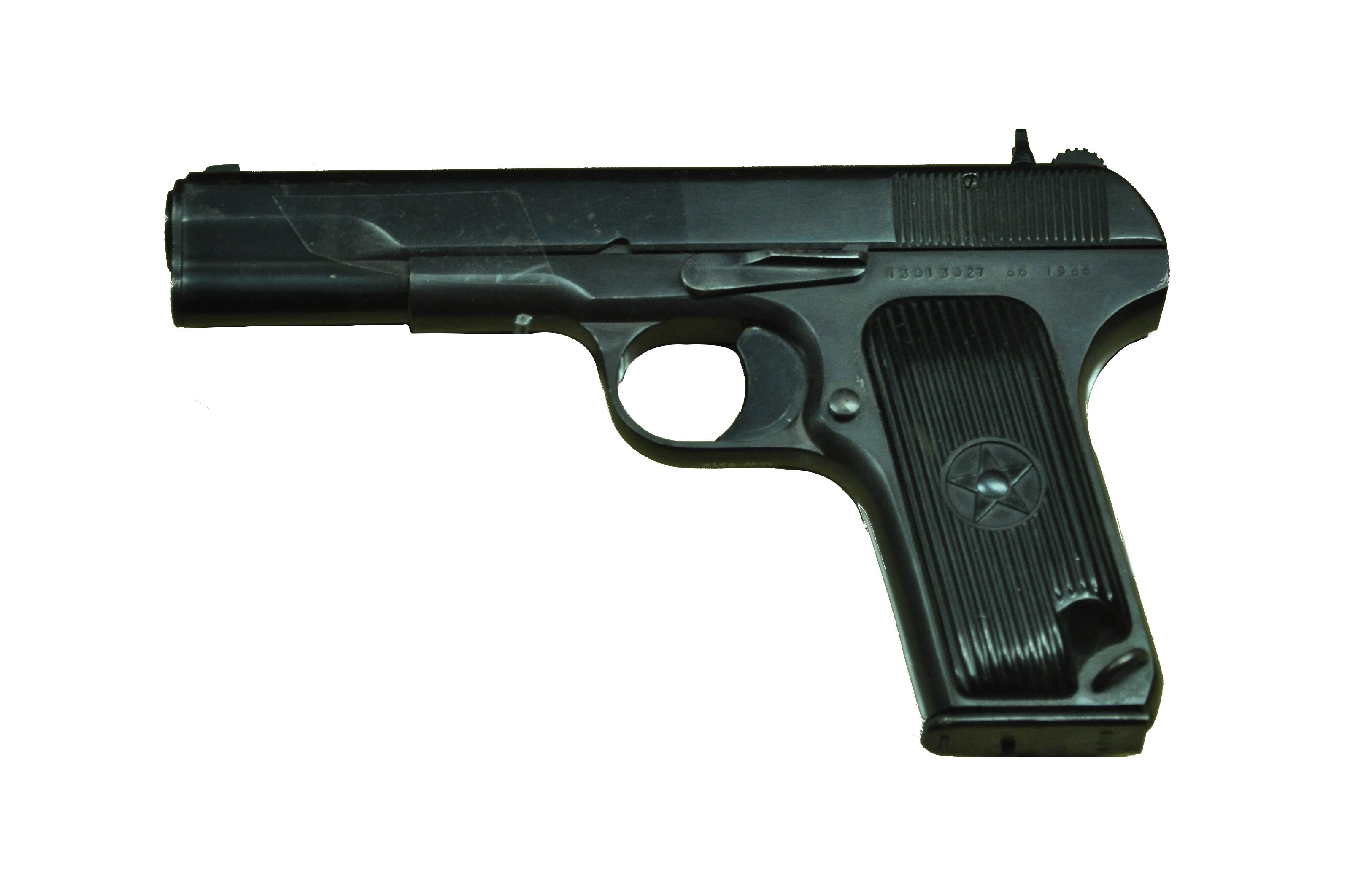
Пістолет ТТ (абревіатура від Тульский Токарева)

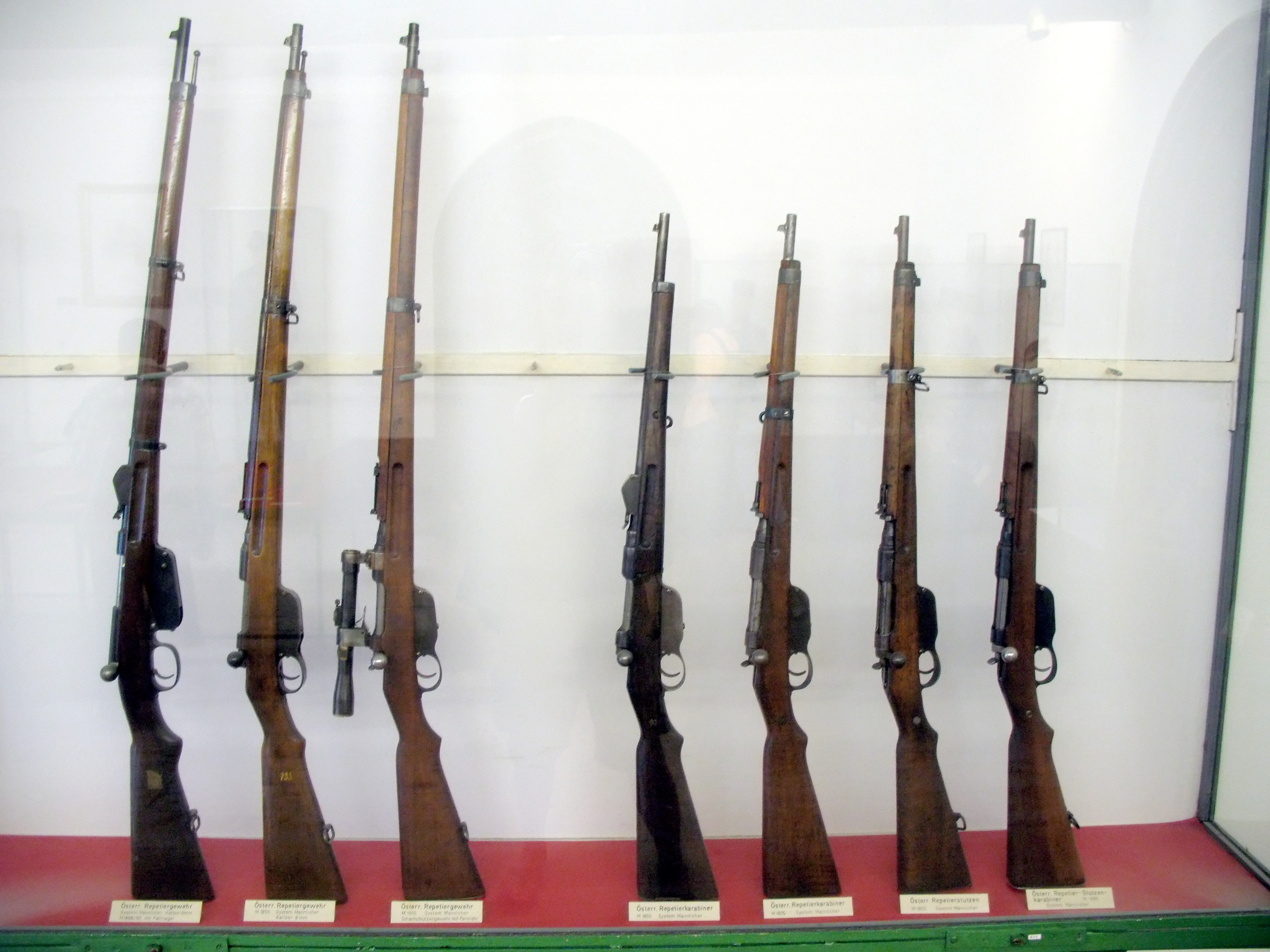
Штайр-Манліхер M1895

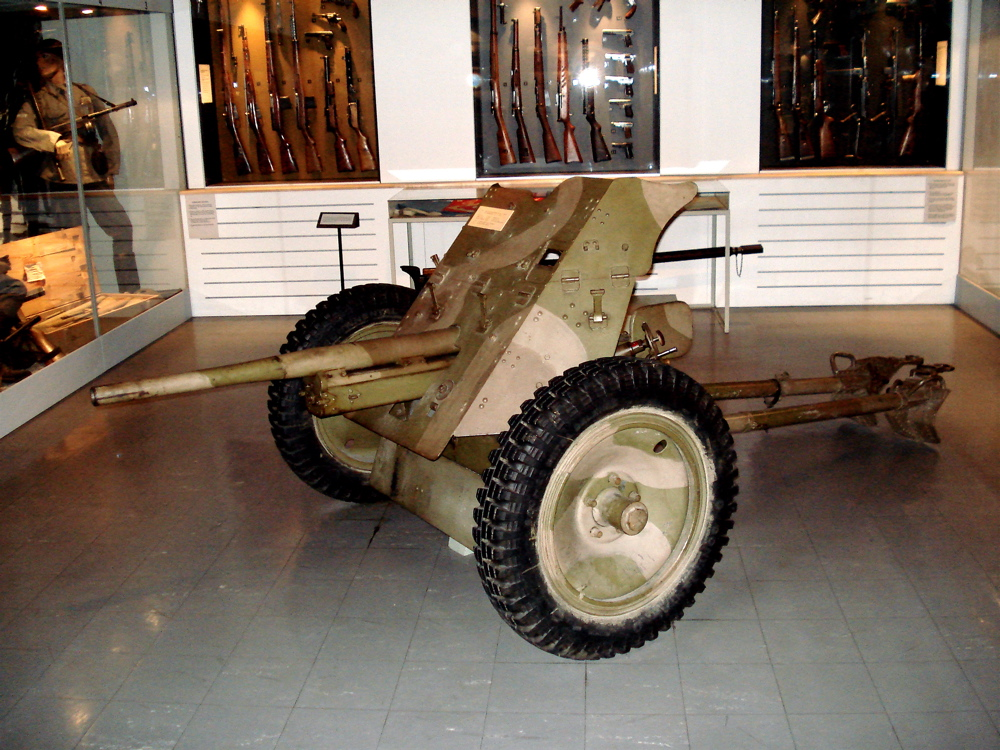
Німецька 37-мм протитанкова гармата Pak 35/36

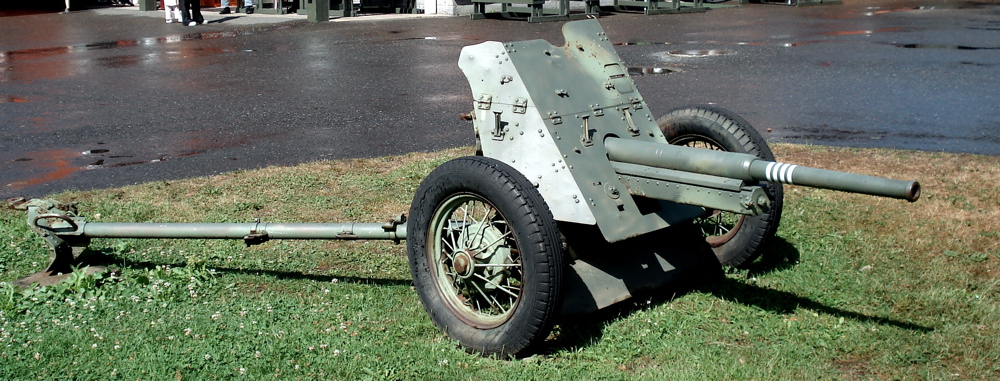
Радянська 45-мм протитанкова гармата зразка 1937 року, створена конструкторами в СРСР на базі німецької Pak 35/36

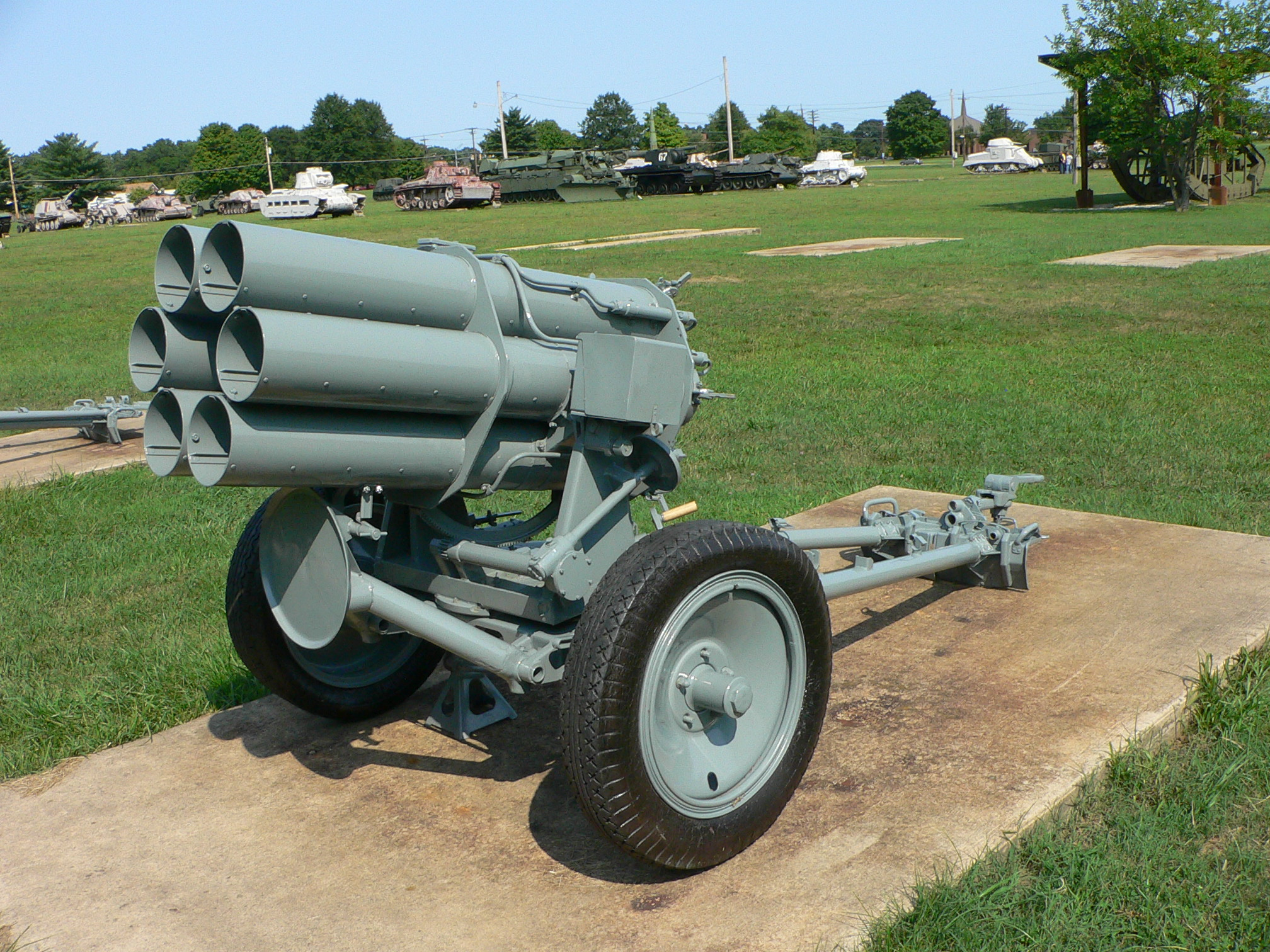
Заводський шестиствольний німецький реактивний міномет «Nebelwerfer 41» калібру 150 мм, встановлений на лафеті тієї ж Pak 35/36. На відміну від партизанської пускової установки, важив 540 кг і для транспортування потребував тягача.

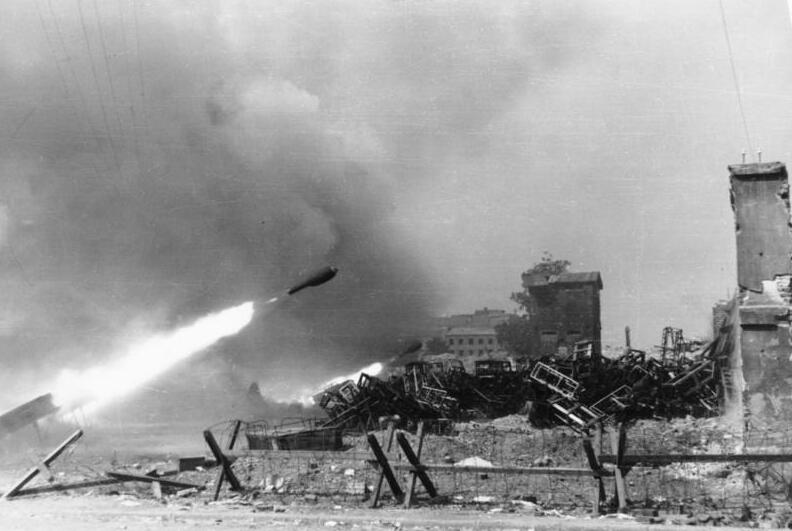
Німецькі реактивні снаряди в польоті

## Амуніція

### Озброєння та боєприпаси
На початковому етапі на озброєнні повстанців була, в основному, легка стрілецька зброя німецької, мадярської й голландської армій, якою були озброєні вояки Української допоміжної поліції, інших формувань, а також озброєння Війська Польського, котре залишилось після боїв 1939 року і, в меншій мірі, Червоної Армії, котре залишилось після боїв 1941 року. Була навіть зброя, що збереглася ще з часів існування армії Австро-Угорщини.
Як правило, кожен рій мав один-два ручні кулемети (створені на основі Браунінг M1918 польські РКМ «Браунінг» зразка 1928 року, німецькі ЛМГ-42, радянські «дєгтярьова» ДП-27) та іншу автоматичну (пістолети-кулемети ППШ-41 конструкції Георгія Шпагіна та MP-40 «Шмайсер») й напівавтоматичну (самозарядні гвинтівки Токарєва СВТ-40) зброю. Але більшість повстанців була озброєна австрійськими крісами «Манліхер», гвинтівками системи «Маузер» німецького й польського виробництва та Мосіна радянського виробництва. Як додаткова особиста зброя також використовувались бельгійські 9 мм пістолети системи Браунінга «Хай Пауер», пістолети «ТТ» та ручні гранати. Ці види стрілецької зброї та гранати були типовими для озброєння відділів УПА.
Боєприпаси для зброї, а це, в основному, патрони калібру 7,62 мм та 9 мм, знаходили на місцях колишніх боїв, або здобували як військові трофеї в ході бойових операцій.
Ще, крім того, на озброєнні сотні були два важких станкових кулемети «Максим», три важких бункерових кулемети «токарєва» (очевидно, МТ (Максима-Токарєва), модернізований Ф. В. Токарєвим під ручний та прийнятий на озброєння Червоною Армією в 1925 році той же кулемет «Максим»), два 80-міліметрові гранатомети (найімовірніше, німецькі 80-мм міномети, розроблені в 1932 й прийняті на озброєння в 1934 році (нім. 8-cm Schwerer Granatwerfer 34, або просто Granatwerfer 34) калібру 81,4 міліметра), та одна протитанкова гармата малого калібру (ймовірно, німецька 37-мм протитанкова гармата Pak 35/36, або створена на її базі радянськими конструкторами 45-мм протитанкова гармата зразка 1937 року (рос. 45-мм противотанковая пушка образца 1937 года (53-К)), так звана «сорокап'ятка»).
Використовували партизани й зброю реактивної дії. Зокрема, 6 жовтня 1945 року в бою за село Нова Гребля повстанцями вперше на території ТВ «Бастіон» було застосовано ракету німецького виробництва, яку бійці куреня називали «Ф-1» або «скрипачем», а польське населення — «ревучою коровою» (пол. rycząca krowa). Мова йде про зброю типу німецького реактивного гранатомету «Фаустпатрон» чи «Панцерфауст» (нім. Panzerfaust — броньовий кулак), аналог американської «базуки» та праобраз сучасного РПГ-7; ймовірніше, про значно потужнішу німецьку 150 мм реактивну міну 15 cm Nebelgranate, або навіть ще потужнішу німецьку 210 мм ракету 21 cm Wurfgranate, які в підрозділах вермахту застосовувались, наприклад, як снаряди для реактивних мінометів Небельверфер різних калібрів. Але заводський реактивний шестиствольний 150-мм міномет «Nebelwerfer 41» важив 540 кг, п'ятиствольний міномет «Nebelwerfer 42» калібру 210-мм — також 540 кг, що унеможливлювало їх транспортування в лісових умовах. Тому, для використання реактивних снарядів повстанцями, в партизанських зброярнях на Холмщині було виготовлено спеціальну одноствольну переносну пускову установку, так званий «торпедник», котрий мав довжину біля двох метрів та важив 80-120 кілограмів. Пізніше цю зброю було також застосовано 21 листопада 1945 року в бою проти штабу польських «червоних» підрозділів в селі Дахнові. Нею ж наступного дня, 22 листопада, знищено залізничний міст на річці Шкло (Скло) біля станції поблизу села Сурохів, що знаходилась на відстані 8 кілометрів від міста Ярослав.
Ось як в своїх спогадах описує озброєння сотні «Месники-2» напередодні бою в містечку Любича-Королівська 8 березня 1946 року повстанець куреня Євстахій Кметь на псевдо «Сойка»:

| «Сотня озброєна була добре. Кожна чота мала по шість скорострілів – чотири «дєхтярьова» і два німецькі СМГ, 10 ППШ, чотири зарядки і тридцять п’ять крісів та біля сотні гранат. Амуніції мали достатньо, так що могли битися цілу добу.» |
За даними майора Війська Польського Веслава Шота, котрі були надруковані в «Військовому історичному огляді» (пол. „Wojskowy Przeglad Historyczny") в 1963 році, орієнтовно в 1946 році курінь мав наступну автоматичну зброю: Сотня «Месники-1» — 9 ручних кулеметів при особовому складі понад 100 чоловік;
Сотня «Месники-2» — 3 важкі та 16 ручних кулеметів і 51-мм міномет (ймовірно, німецький легкий 50-мм міномет зразка 1936 року (нім. 5cm leichter Granatwerfer 36)), або радянський ротний 50-мм міномет зразка 1938 чи 1940 року (рос. 50-мм ротные миномёты образца 1938 и 1940 годов)), при особовому складі близько 160 осіб;
Сотня «Месники-3» — 10 ручних кулеметів та 30 пістолетів-кулеметів на 90 бійців;
Сотня «Месники-4» — 8 ручних кулеметів на 71 повстанця.

### Обмундирування
На початковому етапі одягнуті та обуті повстанці були в різноманітний одяг та взуття: форму Червоної Армії та військових структур, в яких партизани служили раніше, домашнє вбрання. З часом обмундирування поповнювалось за рахунок воєнних трофеїв та, при необхідності, підганялось по фігурі.

## Допоміжні служби
Для здійснення медичного забезпечення кожна сотня мала в своєму складі санітара, лікаря, або обох одночасно. Так само в кожній сотні був свій інтендант для постачання повстанців продовольством, речовим та обозно-господарським майном, а також обслуговування побуту особового складу. Мав курінь і людей, що займалися пошивом та ремонтом взуття і одягу. З спогадів Андрія Кордана:

| «Восени 1945 року курінний командир «Залізняк» зі своїм почтом зайшов до сотні командира «Шума», яка мала постій в лісі біля села Мівкова. Я побачив там землянку, в якій стояли кравецький та швацький верстати і працювали четверо кравців та четверо шевців. Ті кравецький і швацький верстати назвали артіллю сотні командира «Шума».»...«Тоді ж у сотні командира «Шума» була збудована парня над потічком, в якій я з великим задоволенням помився.» |

## Співпраця з місцевим населенням
Прання одягу повстанцям сотні Залізняка, а згодом куреня «Месники», та догляд за недужими й пораненими бійцями підрозділу в районі дислокації часто здійснювали дівчата та жінки, члени Українського Червоного Хреста. Вони ж, як правило, виконували функції зв'язкових. Постачанням продуктів харчування займалися так само українські мешканці навколишніх сіл в координації та під організаційним керівництвом місцевої сітки ОУН, яка, наприклад, на Закерзонні у межах дії воєнної округи «Сян» в 1947 році перед початком проведення операції «Вісла» нараховувала кілька тисяч членів при загальній кількості бійців УПА на цих теренах близько 2 500. Ось як про це написано на сторінці 87 у спогадах Андрія Кордана:

| «... наша розвідка різними способами знаходила зв'язки з населенням, яке ставилось до нас дуже прихильно й організовувало для нас харчі. А головний харч — це хліб і молоко. Роздобути їх було неважко, але трудно було доставити їх до лісу. Доставляли різними способами. Бувало, дівчата вивозили заховані в гною харчі фірами в поле, на визначене місце, звідки харчові забирали їх вночі, а відтак розподіляли серед стрілецтва. Така доставка харчів практикувалася дуже часто, навіть у теренах, контрольованих відділами енкаведе.»[17] |
Після утворення в селах загонів місцевої самооборони, так званих Самооборонних Кущових Відділів (СКВ), їх члени, які набагато краще знали місцеві умови, часто використовувались підрозділами куреня як провідники, а також як допоміжна військова сила в операціях, котрі вимагали для свого здійснення більшої кількості бійців.
Із спогадів Юрія Судина, 1933 року народження, про свого старшого брата Дмитра Судина, що народився в 1928 році у селі Старий Люблинець й восени 1944 року вступив в ряди місцевого СКВ «Трембіта», (котрий співпрацював з куренем УПА «Месники»):

| Від того часу брат мало бував удома. Весь час у нічних походах. Збір і доставка продуктів для сотень УПА, перепровадження підрозділів УПА і керівників підпілля по терену, розквартирування поранених вояків по селах, доставка їх до військових шпиталів, а нерідко і участь у бойових операціях, які проводили відділи УПА по захисту населення від нападів польських бандитів, розвідка в терені. Такою, в основному, була робота самооборонного куща. |

## Історія

### Історія створення
Існують дещо відмінні версії подій, які привели до утворення цього підрозділу Української повстанської армії:
- Згідно з книгою «Партизанськими дорогами з командиром „Залізняком“», написаній на основі спогадів 11 колишніх бійців куреня «Месники», наприкінці березня 1944 року Іван Шпонтак, який на той момент був десятником, заступником повітового коменданта Української допоміжної поліції в Раві-Руській, після зімітованого бойовиками ОУН нападу на відділення поліції в Раві-Руській, разом з групою приблизно 30 поліцейських ніби кинувся в погоню за ними, а насправді приєднався з підлеглими до боївки.
- Згідно з спогадами Андрія Кордана, члена Рава-Руської повітової команди Української допоміжної поліції й безпосереднього учасника тих подій, надрукованими в книзі «Один набій з набійниці. Спомини вояка УПА з куреня Залізняка», події розгортались трохи інакше. Німецьке командування, занепокоєне непоодинокими випадками переходу поліції до рядів УПА, вирішило відправити (під конвоєм 9-ти німецьких фельджандармів на чолі з лейтенантом) повітову команду з міста подалі від лінії фронту, що наближалась. Колона на підводах рухалася з Рави-Руської в напрямку Любачева. По дорозі до неї ще приєднались поліцейські з станиці села Потелич. Після цього на дорозі, що вела через ліс, конвой був обстріляний з автоматичної зброї. Поліцаї, більшість з яких напередодні була попереджена Іваном Шпонтаком про можливий напад, миттєво сховалися в рови й на вогонь не відповідали. З німецьких солдатів врятуватися вдалось лише замикаючому колону кінному фельджандарму, який зумів утекти. Після бою колишні поліцаї разом з підводами під командуванням Шпонтака подались в лісові нетрі, а кінцевою точкою їх маршруту став присілок села Кам'яна Гора.

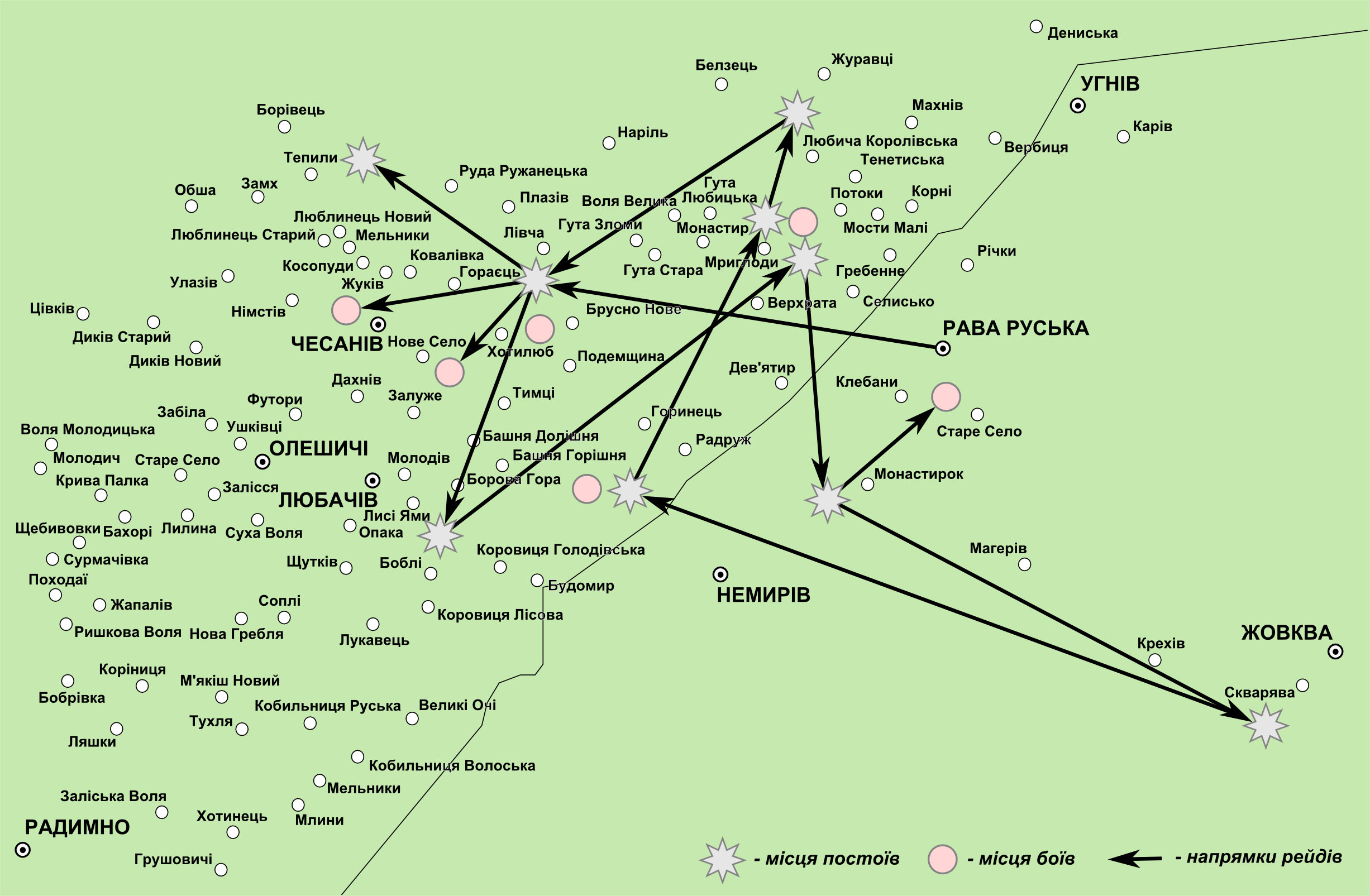
Карта-схема рейдів та боїв сотні «Залізняка» в 1944 році

Так чи інакше, ці дії були проведені за дорученням й попереднім узгодженням з ОУН (б) так майстерно, що після доповіді уцілілого фельджандарма німецьке командування було переконане в тому, що Шпонтак з підлеглими всі загинули чи взяті у полон радянськими партизанами. Висланий на пошуки загін, котрий складався з представників поліції та армії й посилений танкетками, не знайшов жодного їх сліду, оскільки всі члени групи переховувались за допомогою місцевої мережі ОУН. Згодом повітовий командир української поліції поручник Штохмаль, коменданти станиць та фірмани з підводами були відпущені, тому близько 10 поліцейських повернулись до Рави-Руської, а ті, котрі залишились, після відповідної перевірки, котру проводив Окружний Провідник ОУН Іван Грабець (псевдо «Гармаш»), вступили в ряди Української повстанської армії. Командиром відділу призначено Івана Шпонтака, який прийняв псевдо «Залізняк». На присілку втікачі перебували близько двох тижнів, а коли розвідка повідомила про німецьку облаву, що наближалась, перейшли на постій в порожню лісничівку біля Нового Села.
Перед Великодніми святами повстанці попрямували до села Гораєць (пол. Gorajec) Любачівського повіту. Проводиться поповнення підрозділу новими бійцями: приходять з відділень Української допоміжної поліції з Дикова, Любачева, Любичі Королівської, Олешич, Тарногроду, колишні військовослужбовці вермахту, зокрема дивізії «Галичина», з інших допоміжних формувань: Веркшуців (нім. Werkschutz, підрозділи збройної охорони промислових об'єктів) й Баншуців (нім. Ordnungspolizei, поліція порядку) Шуцполіції всієї Львівщини, добровольці з навколишніх сіл: Новий та Старий Люблинець, Жуків, Німстів, Нове Село, Улазів, Новий Диків та Старий Диків, Горинець, Брусно, Лівча, та навіть з Закарпаття. Командиром новоствореної першої чоти став Іван Шиманський (псевдо «Шум»), другої — Теодор Булас «Балай», третьої (за даними Кордана) — «Суслик». Таким чином на початок квітня 1944 року сотня нараховувала вже в своєму складі близько 180 партизанів й перейшла до активних дій. (Як пише в своїх спогадах Андрій Кордан (сторінка 178), одного осіннього дня 1947 року вони з Теодором Колосівським на псевдо «Коваленко» згадували своїх старих бойових побратимів та їх подальшу долю. З майже 200 повстанців «першого набору» добровольців, за їхніми підрахунками, на той момент залишилось живими лише 16 осіб.)

### Хроніка

#### 1944
| Дата                     | Подія | Підрозділ |
| ------------------------ | --- | --- |
| березень                 | Напад членів ОУН на відділення поліції з Рави-Руської. | боївка ОУН |
| березень-середина квітня | Формування сотні. | окружний Провід ОУН на чолі з надрайоновим провідником надрайону «Батурин» Іваном Грабцем на псевдо «Гармаш»)                                                 |
| друга половина квітня    | Бойова акція на село Рудка біля Брусна. | сотня «Залізняка» |
| початок травня           | Бойова акція на місто Чесанів. Бій з німецькою охороною та повернення селянам награбованого німцями збіжжя. | сотня «Залізняка» |
| 15 травня                | Бій з 250 солдатами німецько-калмицького підрозділу під командуванням німецького генерала фон Доля біля Нового Села Любачівського повіту. Відхід у ліси біля села Коровиця, яке складається з трьох окремих частин-сіл в сучасній гміні Любачів: Коровиця Голодівська, Коровиця Лісова, Коровиця Сама.                                                                   | сотня «Залізняка» |
| липень                   | Збір повстанських сотень в лісовому масиві на Яворівському військовому полігоні біля села Монастирок. | сотня «Голуба», сотня «Ема», сотня «Залізняка», сотня «Яструба»                                                                                               |
| липень                   | Перехід вглиб полігону та організація стоянки в лісі біля села Ковалі. | сотня «Залізняка» |
| 20 липня                 | Перехід німецько-радянської лінії фронту між Креховом і Жовквою. Разом з сотнею перехід лінії фронту здійснив і заступник командира ВО-2 «Буг» Мирослав Онишкевич («Орест»). | сотня «Залізняка», сотня «Ема» (командир — Дмитро Пелип), сотня «Яструба» (командир — Мирослав Кальба), боївки підпільної сітки ОУН — разом понад 1000 бійців |
| серпень-вересень         | Перебування біля села Скварява. | сотня «Залізняка» |
| 25 вересня               | Засідка біля села Сокіл. Втрати більшовиків — 173 особи. | |
| кінець вересня           | Перехід радянсько-польського кордону між селами Горинець та Верхратою, повернення на Закерзоння та організація повстанського табору в Сухолісі, недалеко села Синявка (Тепер — в районі села Гута Криштальна, гміна Любачів. Один з присілків села Синявка, яке зникло внаслідок виселення українців під час та після Другої світової війни, так і називався — Сухоліс). | сотня «Залізняка» |
| початок листопада        | Бій біля села Потоки (гміна Любича-Королівська Томашівського повіту) з спецвідділами НКВС, котрі охороняли в селі Селисько військовий табір призовників з усієї Галичини. | сотня «Залізняка» |
| листопад                 | Перехід у Любинецькі ліси Сольської Пущі на північ від села Люблинець Новий та будівництво табору. | сотня «Залізняка» |
| 15 листопада             | Прийом поповнення. Реорганізація сотні у курінь УПА чисельністю до 400 повстанців. | сотня «Месники-1», сотня «Месники-2» |

#### 1945
| Дата          | Подія | Підрозділ |
| ------------- | --- | --- |
| 8 січня       | Напад НКВС, внаслідок отримання інформації від сексота Леоніда Дубера «Буйтура», на присілок Люблинця Нового — Тепили й вбивство повстанців СКВ «Трембіта» та членів Проводу ОУН-УПА надрайону «Батурин». | спецвідділи НКВС |
| 8-9 січня     | Відплатна акція на спецвідділ НКВС за знищення повстанців СКВ «Трембіта» на присілку Люблинця Нового — Тепилах. | курінь «Месники» |
| 9 січня       | Бій із спецвідділами НКВС в таборі у Люблинецькому лісі. Перехід у Синявські ліси та створення повстанського табору біля с. Дібча Ярославського повіту (тепер в складі Переворського повіту). | курінь «Месники» |
| 14 січня      | Бій із спецпідрозділами НКВС в повстанському таборі біля села Дібча. Перехід у Диківські ліси. | курінь «Месники» |
| 19 січня      | Відзначення Йорданських свят на лісничівці біля села Диків Любачівського повіту (тепер в складі гміни Старий Диків). Поділ куреня на сотні. | курінь «Месники» |
| 19 січня      | Повернення в Любинецький ліс, організація постою в присілку Облісі. | сотня «Месники-1» |
| 19 січня      | Перехід в Футорянські ліси біля села Футори (гміна Олешичі Любачівського повіту). | сотня «Месники-2» |
| кінець лютого | Урочисте прийняття присяги воїна УПА. | сотні «Месники-1», «Месники-2», «Месники-3» |
| 2 березня     | Бій біля Мриглод та Грушки (Равщина). | сотня «Месники-2» |
| березень      | Бій в селі Гребля. Спалення сіл Гребля, Молодич та Воля Молодицька. | сотня «Месники-1» |
| березень      | Відхід на терени Ярославщини в Синявські ліси. Створення третьої сотні «Месники-3» під командуванням «Балая» — Буласа Теодора. | сотня «Месники-1» |
| березень      | Відхід на Любачівщину. | сотня «Месники-3» |
| 20 березня    | Пацифікація українських сіл Новий Люблинець та Старий Люблинець. Вбито понад 100 мешканців. Села на 90% спалено. | польські комуністичні формування |
| 21 березня    | Бої на Мельниках, присілку Люблинця Нового. | сотня «Месники-1» |
| 27-28 березня | Бойові операції по ліквідації відділень міліції у селах Залісся, Старому Селі, Улазові, Цівкові, Жапалові, Цетулі та Радаві. | сотня «Месники-1» під командуванням «Шума» |
| 27-28 березня | Бойові операції по ліквідації відділень міліції у селах Горинці, Вільці Горинецькій, Брусні, Пугачах, Башні (тепер села Башня Горішня і Башня Долішня) та Лівчі. | сотня «Месники-2» під командуванням «Бойка» |
| 27-28 березня | Бойові операції по ліквідації відділень міліції у Соплях, Щуткові, Новій Греблі, Ляшках. | сотня «Месники-3» під командуванням «Балая» |
| 6 квітня      | Напад на село Гораєць Любачівського повіту (Різня в Горайці). Село пограбоване і спалене дотла. Замордовано 150 осіб (підтверджує Євген Штендера), в тому числі 42 жінки та 32 дітей віком від 6 місяців до 14 років. (згідно з польськими джерелами — 174 особи, з них 32 жінки, 35 дітей та 19 осіб старших 60 років, пол. Zbrodnia w Gorajcu, рос. Резня в Гораец).                   | 2-й Окремий Операційний батальйон Корпусу Внутрішньої Безпеки Польщі (пол. 2 Samodzielny Batalion Operacyjny Korpusu Bezpieczeństwa Wewnętrznego) |
| квітень       | Напад на село Кобильниця Руська (Різня в Кобильниці Руській). Замордовано понад 150 осіб, у тому числі жінок та дітей. Село спалено дотла. | підрозділи Війська Польського |
| 25 квітня     | Відплатна акція за різню в Горайці на село В'язівниця Ярославського повіту, в якому розташовувалися функціонери польської прокомуністичної міліції (близько 150 осіб), «штурмувка» Корпусу Внутрішньої Безпеки Польщі (близько 200 осіб), підрозділ військ НКВС (близько 50 осіб), а, крім того, була майже повністю озброєна чоловіча частина польського населення (близько 500 сімей). | сотня «Месники-1», сотня «Месники-3», стрільці місцевих СКВ (сумарно близько 450 бійців)                                                          |
| травень       | Невдала бойова акція на село Рудка біля Синяви. | підрозділи УПА |
| травень       | Бій під Брусном Любачівського повіту. | сотня «Месники-2» |
| 21 травня     | Переговори представників польської Армії Крайової й керівників українського підпілля. Підписаний польсько-український договір про взаємовідносини у спільній боротьбі з комуністичними структурами. (Підтверджено радянськими документами.) | представники Армії Крайової та ОУН-УПА |
| літо          | Організація сотні «Месники-4» під керівництвом Василя Ярмоли на псевдо «Яр». Поповнення особового складу командирами й бійцями з інших сотень куреня та новобранцями з теренів південно-східної Ярославщини та Любачівського повіту, які визначено, як район дислокації та бойових дій сотні.                                                                                            | командування куреня |
| осінь         | Початок переселенських акцій (третій етап виселення українців з Польщі до УРСР). | частини третьої, восьмої і дев'ятої дивізій польської армії                                                                                       |
| 15 вересня    | Бій на залізничній станції в місті Олешичі та знищення переселенського пункту. | сотня «Месники-3» |
| 15 вересня    | Знищення переселенського пункту при станції Нова Гребля. | сотня «Месники-1», сотня «Месники-3» |
| 6 жовтня      | Бойова акція у селі Нова Гребля. Знищено залізничний міст та ворожий штаб, розгромлено охорону залізничної станції та переселенський пункт біля неї. | сотня «Месники-3», одна чота сотні «Месники-1» |
| 9 жовтня      | Ліквідація переселенської комісії у Новому Селі, яка під охороною 20 енкаведистів та керівництвом колишнього майора НКВС Пилипенка (справжнє прізвище — Цекін) займалась також розвідкою, розкриттям підпільної сітки ОУН та збройних формувань УПА, вербуванням «сексотів» (від рос. секретный сотрудник) серед місцевих мешканців.                                                     | чота «Ґонти» сотні «Месники-2», стрільці гораєцького СКВ, боївка Служби Безпеки 4-го району.                                                      |
| 21 листопада  | Бойова акція на село Дахнів. | сотня «Месники-1» |
| 22 листопада  | Бойова акція на залізничний міст у Сурохові. Міст знищено повстанською ракетою. | сотня «Месники-3» |
| 22 листопада  | Атака на підрозділ польських «червоних» солдат у селі Маковисько. | сотня «Месники-1» |
| 26 листопада  | Бій на лісництві «Крива Палка» в лісовому масиві між населеними пунктами Бахорі-Липина-Старе Село. | чота «Калиновича» з сотні «Месники-3» |
| 4 грудня      | Бойова акція на дорозі Верхрата — Брусно проти підрозділу з «червоної мітли» — спецвідділів НКВС та «стрибків», які прийшли на терени з-за «лінії Керзона», з території, зайнятої СРСР. | сотня «Месники-2» |
| грудень       | Переговори в селі Теплиці (10-12 км від містечка Синяви) з представниками НСЗ (пол. Narodowe Siły Zbrojne — Народні Збройні Сили) про припинення терористичних актів проти українського цивільного населення. | командування сотні «Месники-1» та члени НСЗ, зокрема «Мева» — командир збройного підпільного відділу НСЗ.                                         |
| грудень       | Бойова акція на відділення польської «комуністичної» міліції у селах Млини та Кобильниця Руська. | сотня «Месники-4» |

#### 1946
| Дата                                                                   | Подія | Підрозділ |
| ---------------------------------------------------------------------- | --- | --- |
| 15 лютого                                                              | Бій на присілку Заставні. | сотня «Месники-1»                                                                                              |
| 4 березня                                                              | Здобуття медикаментів для потреб повстанців в лікарні міста Любачева та захоплення головного хірурга лікарні Зигмунта Лєщинського, якого, після проведення кількох операцій важкопораненим партизанам, зокрема тодішньому командиру сотні «Месники-1» Бойку, через декілька днів під охороною повернуто додому. | сотня «Месники-2», сотня «Месники-3»                                                                           |
| 8 березня                                                              | Бойова акція на Любичу Королівську, де на вокзалі залізничної лінії, що з'єднувала Томашів-Любельський та Раву-Руську, був збірний пункт для депортованих українських родин. | сотня «Месники-2», стрільці Верхратського та Любицького СКВ                                                    |
| 12 березня                                                             | Бойова акція на залізничну лінію Олешичі-Ярослав в районі села Бобрівка. | сотня «Месники-3»                                                                                              |
| 14 березня                                                             | Бій під присілком Бахорі на дорозі Липина (присілок Старого Села) — Жапалів з метою звільнення українських селян, заарештованих за підозрою в сприянні підпіллю. | сотня «Месники-3»                                                                                              |
| 9 квітня                                                               | Бій на присілку Мельники Млинські між селами Млини та Кобильниця. | сотня «Месники-4» та дві чоти зі складу сотні «Месники-3»                                                      |
| 21 квітня                                                              | Бій на присілку Пискори біля села Молодич. | сотня «Месники-1»                                                                                              |
| 22 квітня                                                              | Бойова акція на Угнів (до 1951 року Угнів знаходився в складі Польщі). | сотня «Месники-2», сотня «Месники-4», стрільці СКВ сіл Корні, Любичі та Дениськ, місцеві боївки Служби Безпеки |
| Кінець квітня                                                          | Засідка на дорозі Плазів-Наріль та знищення бронетанкетки з 15 енкаведистами, серед яких капітан і три лейтенанти, котрі, за даними з захоплених повстанцями документів, займалися боротьбою з українським підпіллям.                                                                                           | чота «Ґонти» з сотні «Месники-2» «Шума»                                                                        |
| Кінець квітня-початок травня, через три дні після засідки чоти «Ґонти» | Засідка на дорозі з Рави-Руської до Томашева-Любельського на відтинку між селами Гребенне-Потоки Томашівського повіту та знищення військової автомашини з енкаведистами. Ворог втратив 10 осіб вбитими та стільки ж — пораненими. Повстанці втрат не мали.                                                      | чота «Сурми» з сотні «Месники-2»                                                                               |
| 18 травня                                                              | Бій у селі Дібча з 50-м особовим підрозділом НСЗ, бійці котрого, під командуванням «Волиняка», замордували 18 мешканців села, серед яких було 2 дітей. | сотня «Месники-1»                                                                                              |
| травень                                                                | Бій у селі Сурмачівка. | сотня «Месники-3», сотня «Месники-4»                                                                           |
| червень                                                                | Бій між селами Дібча та Цівків. | сотня «Месники-1»                                                                                              |
| 29 червня                                                              | Бій на присілку Халупки біля села Заліська Воля Ярославського повіту. | чота командира «Влодка» з сотні «Месники-4»                                                                    |
| серпень                                                                | Акція у селі Лази. | чота командира «Влодка» з сотні «Месники-4»                                                                    |
| 11 грудня                                                              | Бій між селами Млини та Кобильниця. | підрозділ командира «Зенка» з сотні «Месники-4»                                                                |
| грудень                                                                | Зайняття міста Тарногруда. Поповнення запасів ліків, перв'язочних матеріалів та медикаментів з запасів місцевої аптеки та консервів, борошна, солі, цукру, цигарок й інших споживчих товарів з крамниці. Відхід на Синявщину.                                                                                   | сотня «Месники-1»                                                                                              |

#### 1947
| Дата       | Подія | Підрозділ                                                                                           |
| ---------- | --- | --------------------------------------------------------------------------------------------------- |
| червень    | Викриття криївки командира чоти сотні «Месники-2» «Ґонти» (Ґіля Івана) у с. Журавці Томашівського повіту.     | частини Війська Польського                                                                          |
| червень    | Викриття криївки командира чоти сотні «Месники-2» «Листка» (Янковського) біля с. Річиця Томашівського повіту. | частини Війська Польського                                                                          |
| вересень   | Ухвалення рішення про розпуск українських збройних формувань та підрозділів на терені Закерзоння.             | Підпільний Провід та Головне Командування ОУН-УПА на Закерзонні                                     |
| 5 вересня  | Викриття криївки командира сотні «Месники-2» «Шума» біля с. Монастир Любачівського повіту.                    | частини Війська Польського за допомогою зрадників Івана Лапшина «Левка» та Михайла Гаха «Запорожця» |
| 17 вересня | Викриття криївки підпільного Проводу ОУН-УПА Закерзонського Краю біля с. Монастир Любачівського повіту.       | частини Війська Польського за допомогою (за свідченнями Івана Вальницького) Івана Лапшина «Левка»   |

## Тактика
В своїй збройній боротьбі командування «Месників» використовувало переважно партизанську тактику засідок на попередньо обраних та підготовлених теренах. Проводили відділи куреня, в разі виявлення їх противником, й оборонні бої, для чого місце перебування повстанців заздалегідь облаштовувалось окопами, вогневими позиціями. Менше було наступальних операцій проти ворожих підрозділів, які знаходилися в обороні. Військовополонених, яких захоплювали під час проведення акцій, нерідко, якщо вони не були замішані в злочинах проти українського населення, після проведення агітаційних бесід відпускали. Ось як згадує про наслідки бою в селі Нова Гребля 6 жовтня 1945 року, в результаті якого взято в полон близько 25 польських військовослужбовців на чолі з капітаном, Степан Маркевич «Мурин», який на той час входив до почту Івана Шпонтака:

| Немає у світі кращих друзів як бойові, що разом ділили незгоди і біди, нераз до відчайдушності, по-геройськи, рятували один одному життя у несподіваних бойових обставинах. Тепер деякі найкращі друзі – мертві, по другій стороні доріжки ідуть полонені, які вбили їх. Серце обливається кров’ю. Та, крім ненависницького погляду, жодних побоїв чи знущань над полоненими не було, та й не могло бути. Знущання над роззброєним вояком повстанці вважали зневагою самопошани. «...» Полонених перевели в глиб лісу, в одне із табірних приміщень. Служба Безпеки і Польова Жандармерія (ПЖ) зайнялися ними. |
Паралельно відбувався допит їхнього командира:

| Полоненого розпитували про стан ворожих сил, їхні плани, боротьбу з АК, співпрацю з москалями та багато іншого. Я бачив, що наші не були задоволені з капітанових відповідей, він був дуже стриманий і ставав щораз більше насторожений. «...» Через кільканадцять хвилин почулися три залпи крісових пострілів. Капітан дуже стурбувався і зблід. «...» Раптом капітан мішаною польсько-російсько-українською мовою питає «Залізняка»: – Пане довудцо! Чи ви всіх наших розстріляли? – і дивиться запитально. Командир «Залізняк» глянув на полоненого і зрозумів його побоювання. Він встав і сказав йому: – Пане капітане, ходіть зі мною, я вам щось покажу! Вони пішли в долину, де величезні букові дерева закривали небо, а під ними сиділи полонені вояки і слухали лекцію політвиховника «Волоша». «...» В зворотній дорозі «Залізняк» пояснив капітанові, що постріли, які він чув,– це почесний салют в останню дорогу нашим героям, які загинули минулої ночі. Коли повернулися, полонений офіцер виглядав набагато спокійнішим, а деколи навіть усміхався. «...» Ввечері полонених і капітана наша ПЖ вивела на доріжку і показала напрям на місто Ярослав... |
Після закінчення сутички, або в разі незадовільного її перебігу, партизани намагалися відірватися від супротивника й непомітно змінити місце дислокації. Таким чином підрозділи рейдували, хоча й на досить обмеженій території Закерзоння. З одного боку — польсько-український кордон, густо обсаджений військами НКВС, спецпідрозділи якого проводили операції й на території Польщі. З іншого — землі, на яких, чим далі на захід, вглиб Польщі, щораз меншим ставав серед населення процент українців, які були своєрідним «запіллям» озброєному формуванню. Крім того, маневруючи, треба було обороняти це населення й охороняти військове керівництво Закерзонського краю.
Великі військові операції, з концентрацією та використанням сил сотні чи й більше, здійснювалися в період з весни по осінь. В зимовий час, коли наявність снігу допомагала противнику виявити перебування підрозділу по слідах на землі, а відсутність листя на деревах — з повітря, сотні, як правило, ділились на окремі чоти чи навіть рої, які діяли самостійно, підтримуючи зв'язок між собою та з командуванням. Нерідко частину зимового періоду повстанці перебували в підземних сховищах (криївках, бункерах), які могли розташовуватись як в населених пунктах, так і поза ними. Із спогадів Андрія Кордана (сторінки 134–135):

| Криївка знаходилася на горбі в лісі, серед горбистого терену, і була ретельно замаскована. Вхід був згори, з-під куща, звідки вів ламаний коридор завдовжки близько десяти метрів. Далі знаходилась перша криївка розміром 4х4х2 метри на двометровій глибині. Приміщення мало два вентилятори, виходом яких назовні слугували звичайні непомітні дірки в пеньках. З першої криївки до другої йшов такий же ламаний десятиметровий коридор, у якому був влаштований «туалет». Друга криївка була такого ж розміру: 4х4 метри, але нижча і розділена на два однакові приміщення, які мали вентилятори. Знаходилася на чотириметровій глибині. |
Там же дано опис харчових запасів та устаткування, що знаходилось в ній, а саме: дві п'ятсотлітрові бочки води, два мішки сухарів, п'ятдесят кілограмів сала, п'ять кілограмів паленого ячменю, примус, столітрова бочка бензину, столітрова бочка спирту.

## Результати діяльності
За три з половиною роки бойових дій курінь провів біля двох сотень різноманітних операцій. Заатаковано 3 міста, які охоронялись військовими підрозділами та міліцейськими силами. В обороні українського населення від грабунку та депортації знищено 5 залізничних станцій та їх гарнізони, 16 автомобільних та 14 залізничних мостів, 4 поїзди, 14 станиць польської міліції.
Але в боротьбі з чисельно значно переважаючими силами противника повстанці не змогли виконати своє головне завдання — забезпечити мирне життя українців на рідних землях Закерзоння.
В той же час, як зазначає автор-упорядник книги «Бастіон і Батурин. УПА та підпільна адміністрація ОУН в Ярославщині, Любачівщині та Томашівщині в рр. 1944–1947: Документи і матеріяли» Мирослав Іваник в своїй статті «УПА на Посянні (зарис проблематики)», курінь «Месники» на Посянні зокрема та військові відділи УПА на Закерзонні в цілому зробили те, що не вдалось іншим:

| Як відомо, депортації 1940-х років були долею не тільки українців, але також інших народів — чеченців, інгушетів, татар, німців, поляків. Усі ці депортації проведено в дуже короткі строки й ефективно. Єдиною неефективною, розтягнутою в часі і не доведеною до кінця згідно з початковим задумом була депортація українців з Закерзоння. Основним елементом, який відрізняє депортації українців Закерзоння від інших депортацій, була наявність збройної сили, яка їм спротивилася. Саме тому депортацію 200 тис. кримських татар проведено в три дні силами 23 тис. військ НКВД, натомість депортування 700 тис. українців з Закерзоння такій самій кількості військ польських і совєтських зайняло три роки.[26] |

## Демобілізація
25 травня 1947 року бойові сотні одержали лист Проводу УПА зі словами: 
| « Друзі Командири! Гром. - Буря. - Ласт. - Крим ...Тепер жде Вас тяжке завдання, яке мусите виконати з честю. Відходити туди, куди велить наказ!» |
На початку вересня 1947 року Підпільний Провід ОУН та Головне Командування УПА на Закерзонні ухвалило рішення про розпуск українських збройних формувань та підрозділів на цьому терені. На території 27 Тактичного відтинку «Бастіон» таке розпорядження командирам сотень куреня «Месники» видав особисто Надрайонний Провідник Микола Радейко «Крим».
Надалі шляхи бійців підрозділу розійшлись. Повстанці, котрі вирішили продовжувати боротьбу далі, проривалися разом зі зброєю на територію радянської України. Інші ухвалили рішення припинити збройне протистояння й вирушали для подальшої легалізації поодинці та малими групами у протилежних напрямках: в СРСР, куди були депортовані їх рідні сталінським режимом (в основному — в Львівську й Тернопільську область УРСР), чи на захід і північ Польщі, куди, на так звані «Віднайдені землі» (територію, яка після Другої світової війни відійшла від Німеччини на користь Польщі), родини були виселені Військом Польським під час операції «Вісла». Ще одна частина партизанів, котрі в ці буремні роки втратили своїх близьких або не знали їх місцезнаходження, невеликими відділами збройно переходили через територію Польщі, Чехословаччини, Австрії в ту частину окупованої Німеччини, яку контролювали союзники.
Для прикладу, командир куреня «Залізняк» разом з Андрієм Корданом «Козаком» та Федором Колосівським «Коваленком» 23 жовтня 1947 року залишили Сінявський ліс і вирушили в Чехословаччину. 1 листопада перетнули польсько-чехословацький кордон й попрямували до рідні Івана Шпонтака в Капушани. Перезимувавши, «Козак» та «Коваленко» 24 червня 1948 року подалися на захід, а їх командир залишився з рідними. В дорозі, уникаючи погоні, вони розлучилися. Наприкінці серпня-на початку вересня Андрій перетнув чехословацько-німецький кордон, згодом перейшов радянську окупаційну зону та дістався до англійської. Помер в 1986 році. «Залізняк» в 1960 році заарештований прокомуністичною владою Чехословаччини та переданий Польщі. Засуджений до смертної кари, яку в 1961-му замінили на довічне ув'язнення. Відсидів 20 років, звільнений у листопаді 1981, повернувся до рідні у Словаччину. Помер в 1989.

## Цікава інформація
- В липні 1944 року, після тимчасового об'єднання сотень «Залізняка», «Голуба», «Ема», «Яструба» та боївок підпільної сітки ОУН (разом — понад 1000 бійців), загальне командування над ними та організацію спільного переходу німецько-радянської лінії фронту доручено колишньому полковнику Української Галицької Армії.
- Курінь «Месники» мав свій марш. Він був створений політвиховником сотні «Залізняка» та куреня «Месники», а пізніше — редактором журналу УПА «Лісовик», що видавався на Закерзонні, Петром Василенком (псевда «Волош», «Гетьманець», «Полтавець»), уродженцем села Війтівці, колишнім студентом педагогічного інституту та вчителем на Полтавщині.
- Крім виконання інших бойових задач, підрозділ здійснював охорону членів Керівництва Крайового проводу ОУН Закерзоння, який розташовувався на цій же території.
- В криївці, описаній Андрієм Корданом, він та Степан Ханас, упорядковуючи за наказом командування курінний архів, провели безперервно майже пів року, починаючи з 1 листопада 1946 року й аж до кінці квітня 1947.